# Église Saint-Sulpice de Saint-Sulpice-de-Faleyrens
L'église Saint-Sulpice est une église catholique située à Saint-Sulpice-de-Faleyrens, dans le département français de la Gironde en France.

## Localisation
L'église se trouve au centre du bourg, sur la route départementale D19.

## Description et historique
L'église de Saint-Sulpice a été édifiée à la fin du XIe ou le début du XIIe siècle sur l'emplacement d'un ancien édifice mérovingien. L'église a été donnée avec d'autres par Arnaud Guiraud en 1110 au monastère de Saint-Émilion.
L'abside semi-circulaire de l’église comporte une voûte en berceau. Celle-ci repose sur une corniche à damier, qui repose sur des modillons figurés. Au-dessous, sept arcatures appliquées en plein cintre retombent sur des colonnes aux chapiteaux décorés de stries et de tiges entrelacées.
L'édifice a été considérablement remanié au XIXe siècle et restauré au XXe siècle. De la partie romane de l'église il ne subsiste que l'arc triomphal, quatre chapiteaux du sanctuaire et certains modillons de la corniche.

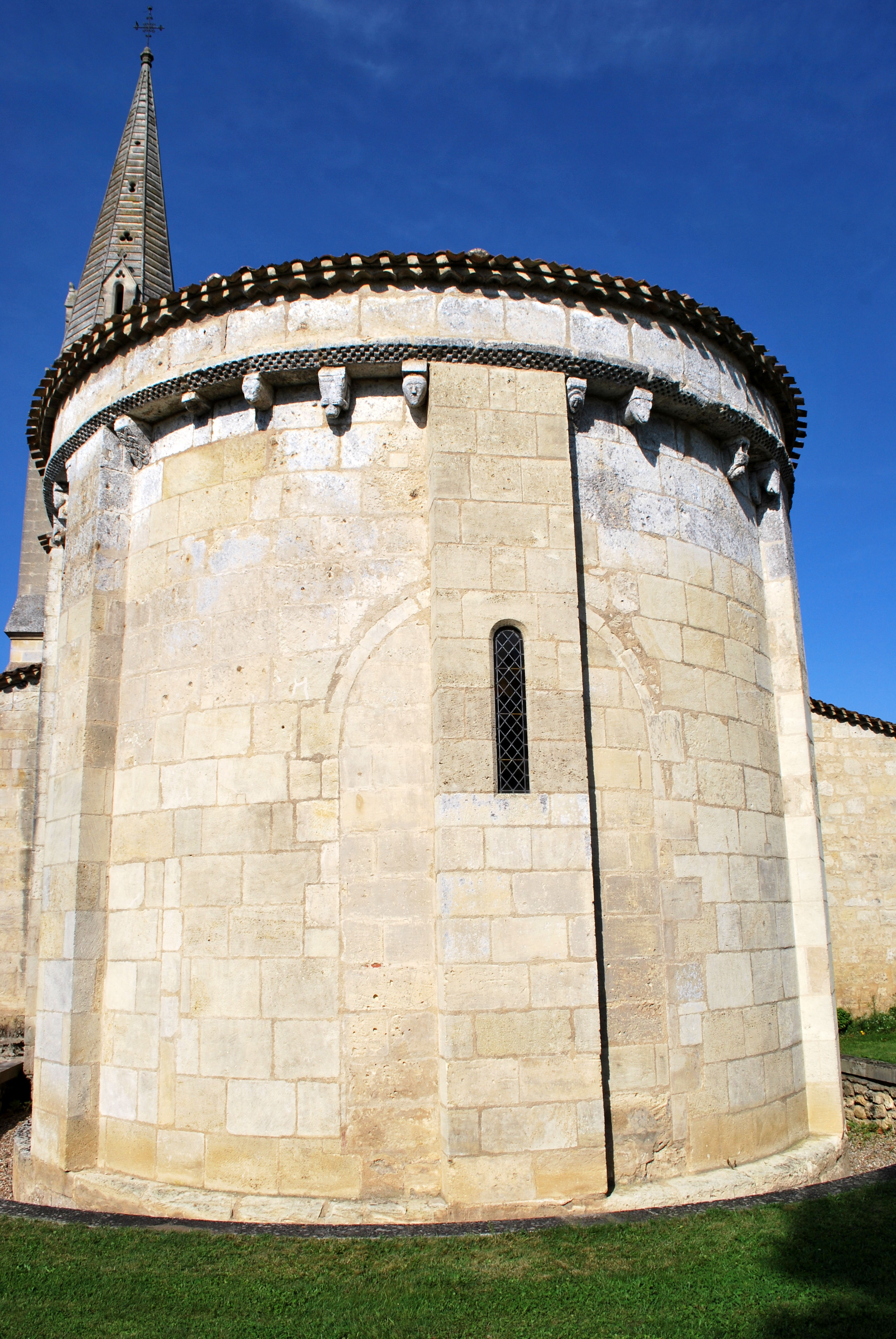
Chevet roman

- En 1845, on perça d'un grand portail l'abside romane pour transformer le sanctuaire de l'église en porche d'entrée ! On peut toujours voir les traces de ce portail sur le chevet. La fenêtre axiale fut détruite et il ne resta que les deux fenêtres latérales, déjà agrandies au XVIIIe siècle.
- Des sacristies furent ajoutées au nord et au sud de l'abside.
- La nef fut prolongée vers l'ouest et l'autel majeur était placé dans ce prolongement. Deux ailes latérales, au nord et au sud, furent construites.
- Avec les constructions réalisées sous l'égide du Cardinal Donnet au milieu du XIXe siècle l'église retrouve une organisation plus traditionnelle avec le sanctuaire à l'est. Un autel fut construit dans l'axe de l'arc triomphal, mais la fenêtre axiale n'est pas reconstruite.
- Une entrée, côté sud, fut créée par la construction d'un porche sous le clocher qui porte maintenant une flèche en pierre.
- Une porte d'entrée fut percée l'ouest.
- Dans une campagne de restauration de 1989 à 1993, les sacristies du XIXe, au nord et au sud de l'abside, furent démolies et les fenêtres de l'abside restaurées.

À l'intérieur, la nef, divisée en trois travées, est voûtée en anse de panier. Des pilastres cannelés appliqués séparent les travées ; ils sont surmontés de chapiteaux ioniques surmontés d'une tête d'ange avec ses ailes. Décor du premier tiers du XIXe siècle.

L'intérieur de l'église
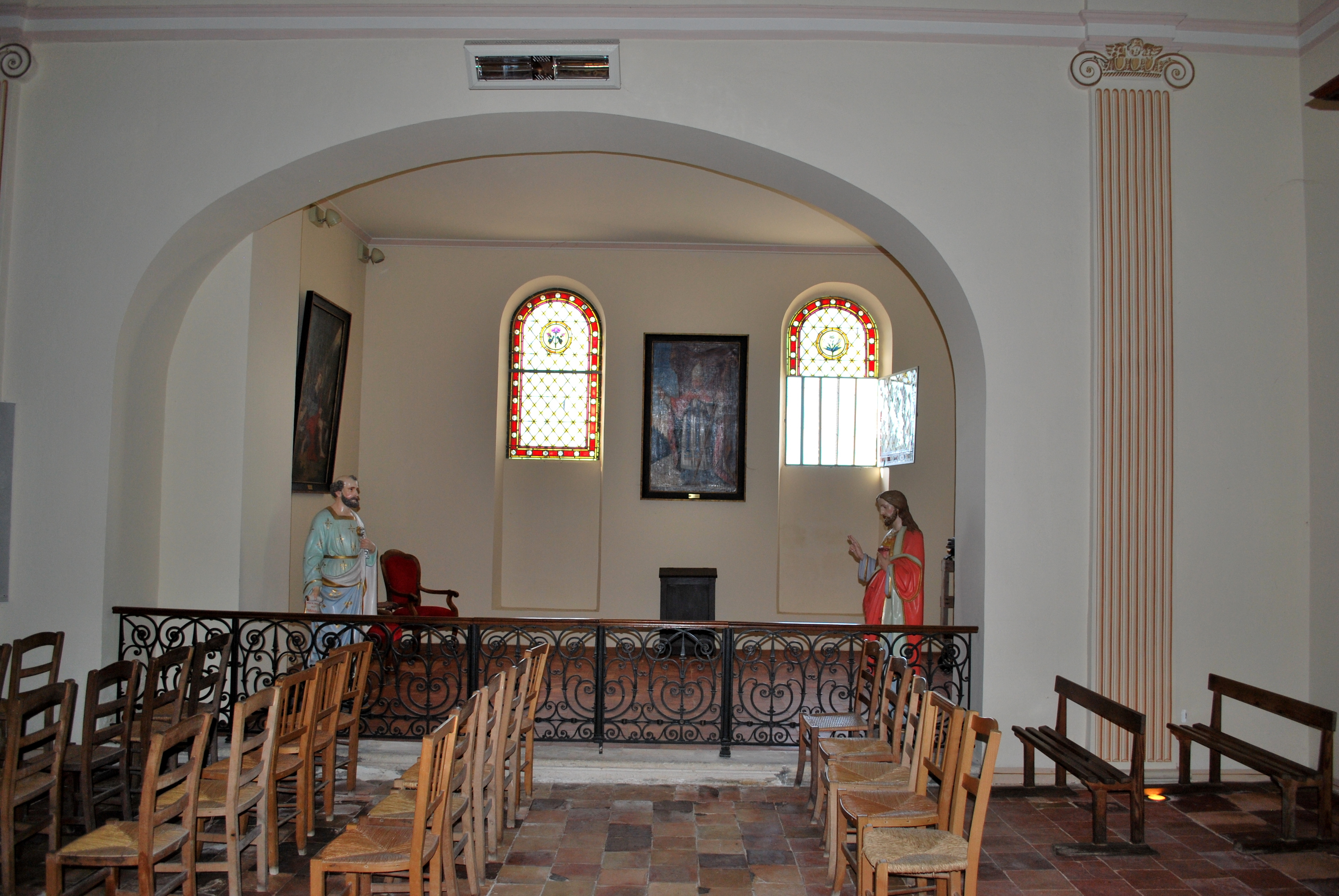
Bas-côté sud-ouest
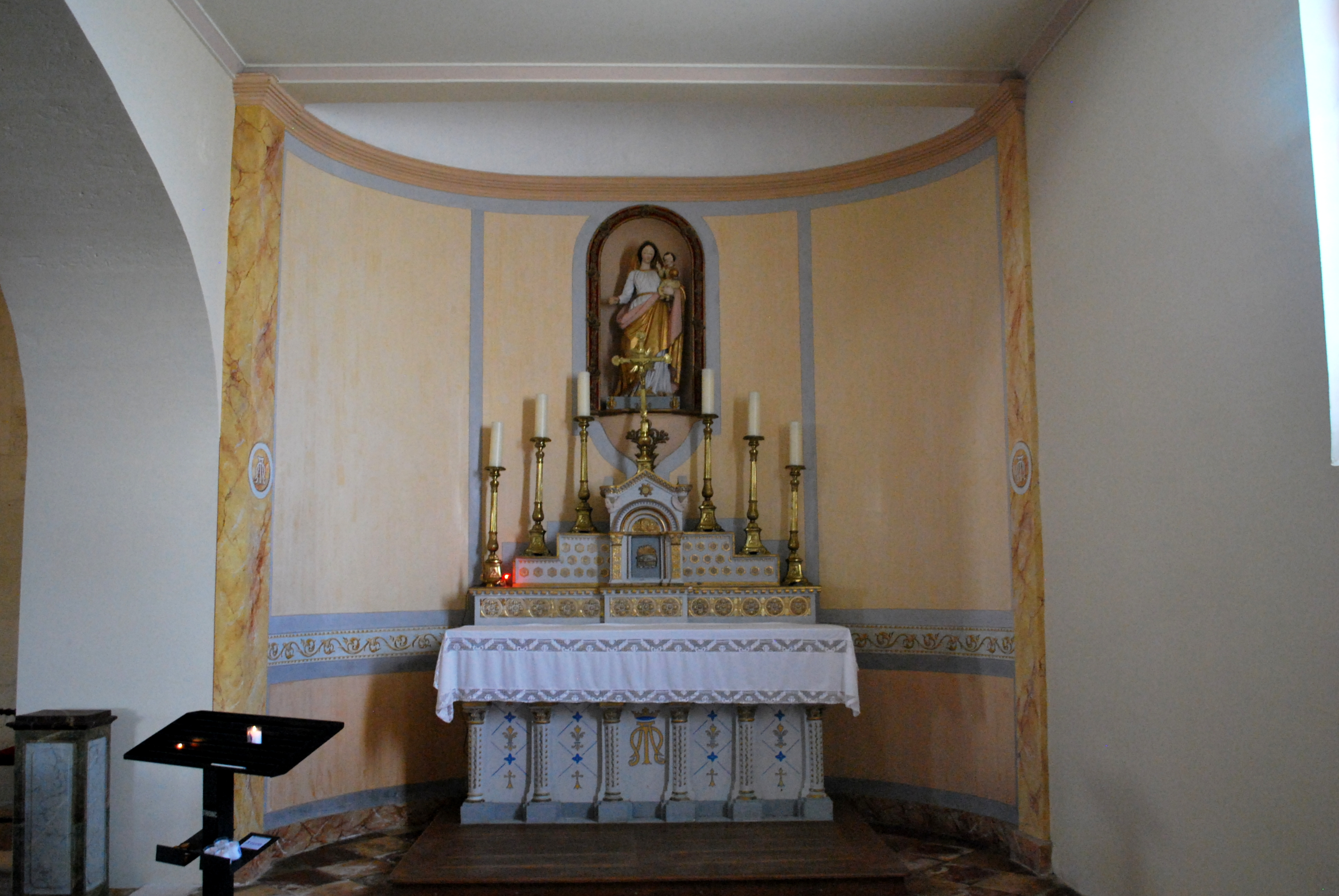
Bas-côté nord-est
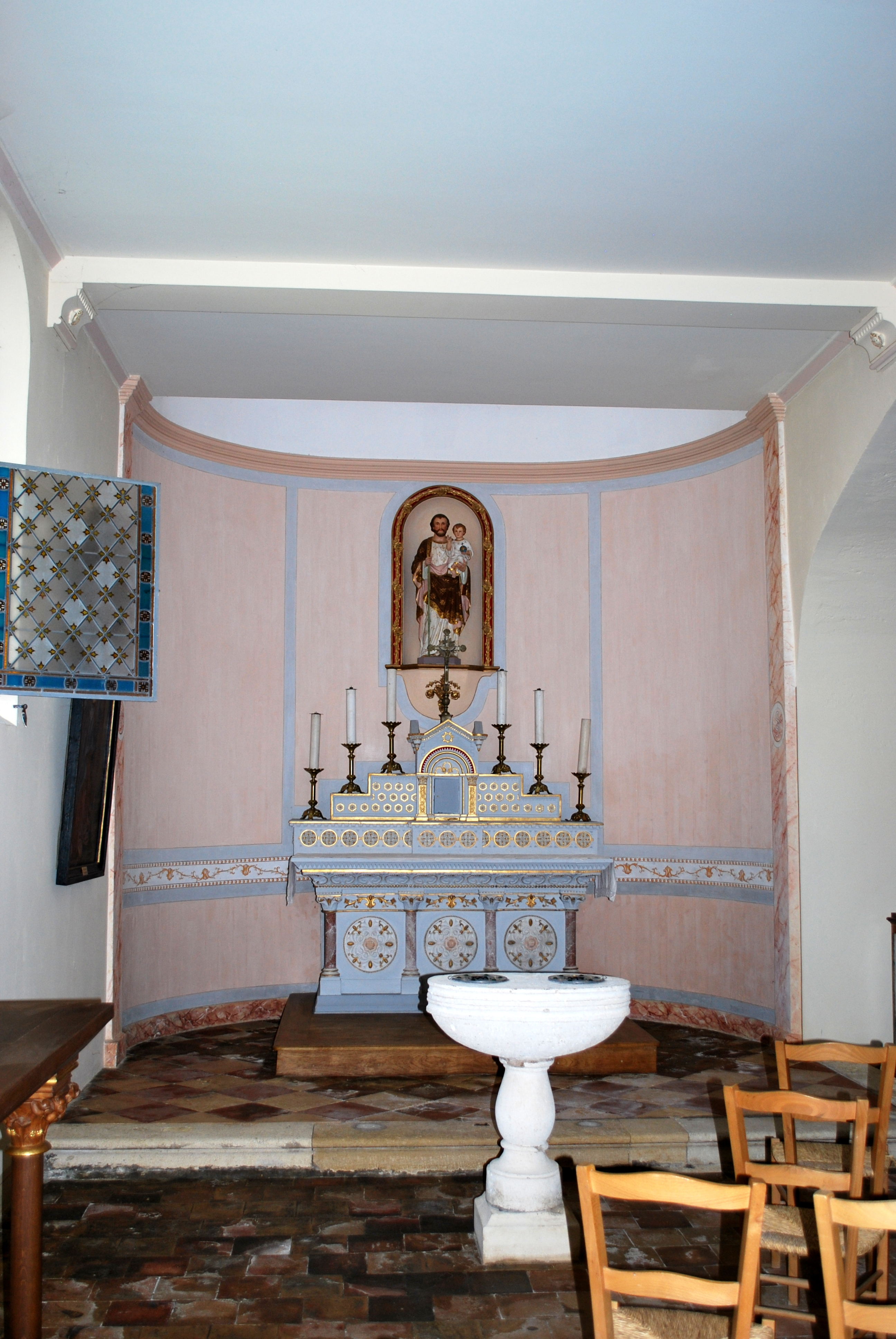
Bas-côté sud-est
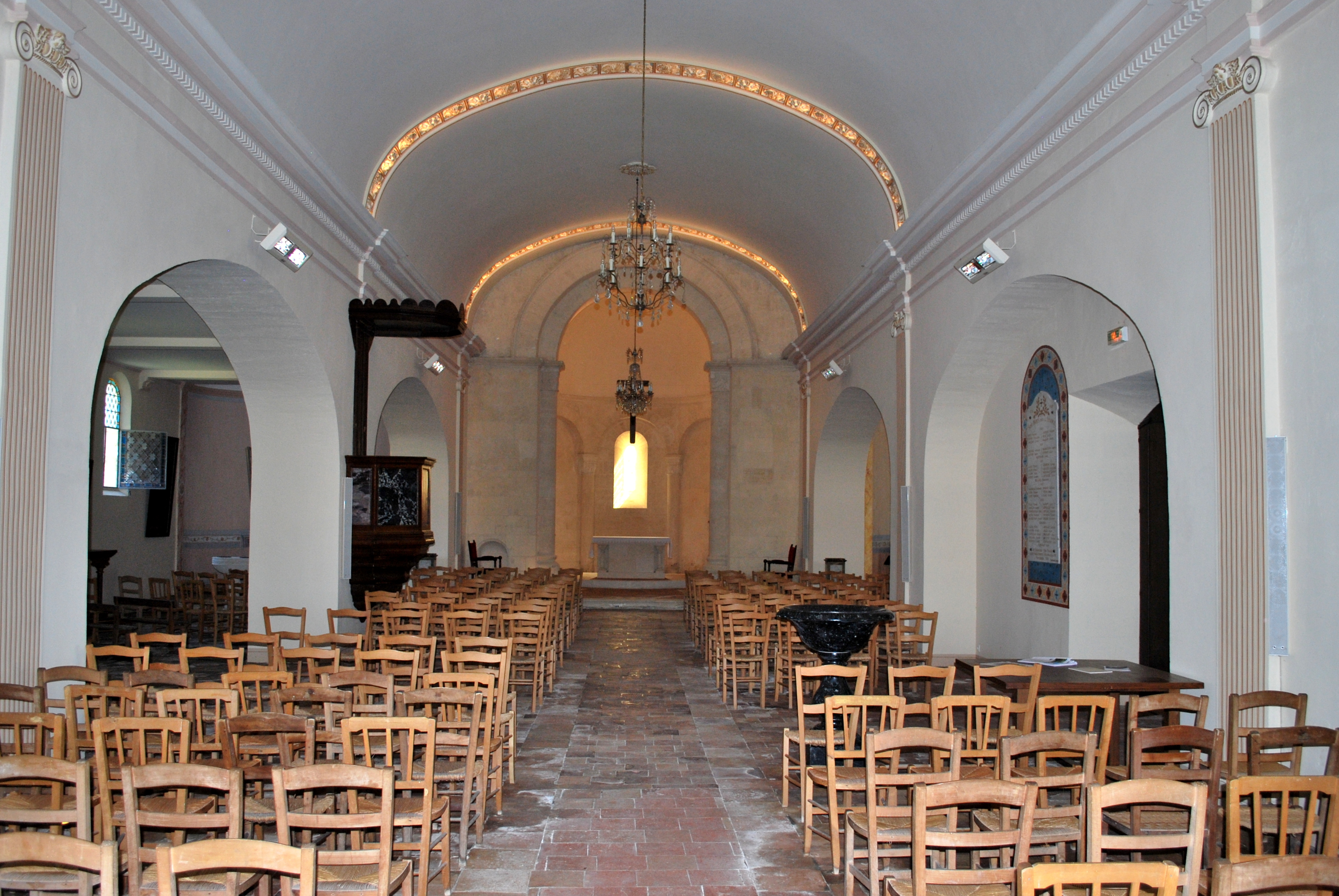
La nef
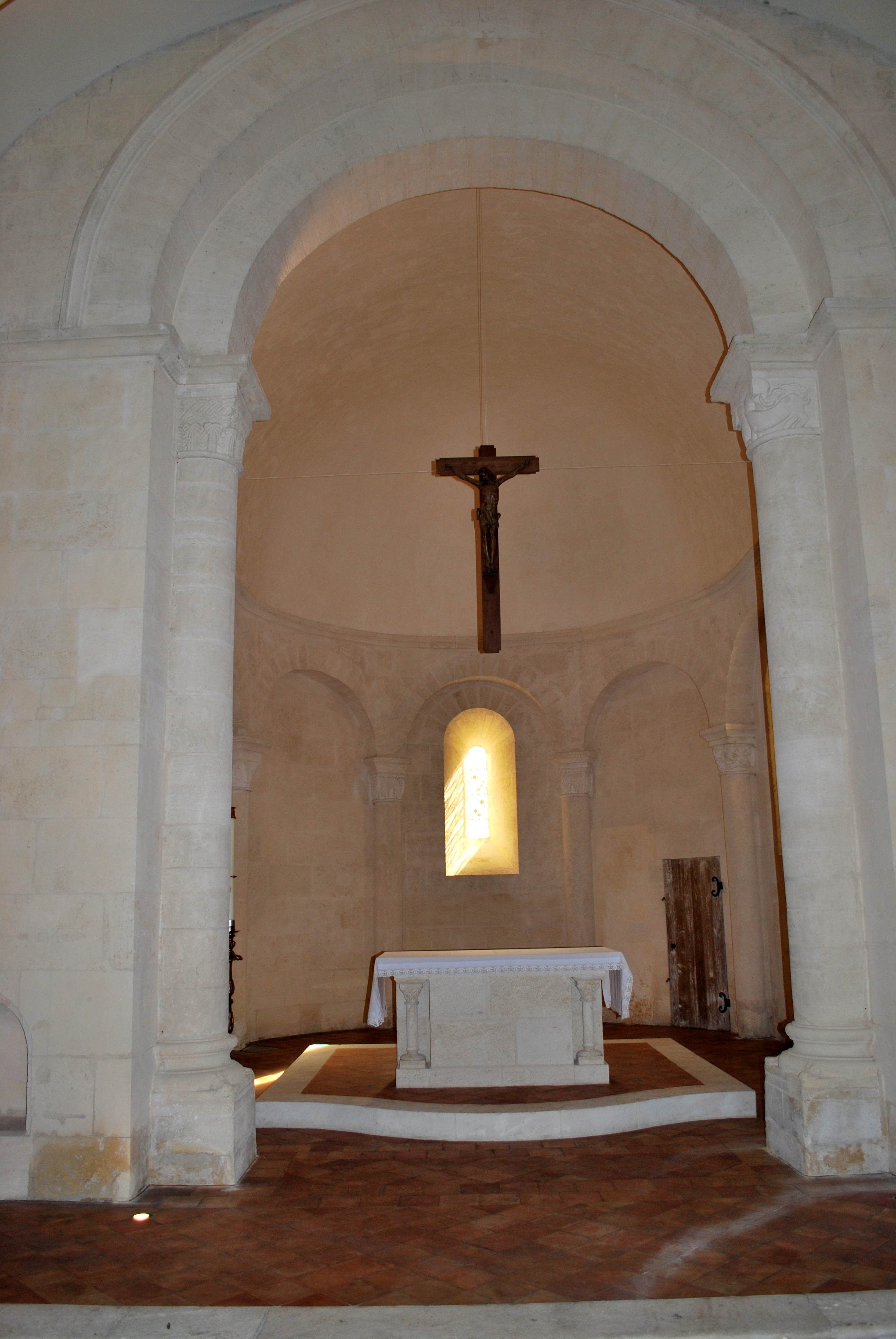
Le sanctuaire

Arc triomphal
Sur le chapiteau sud de l'arc on voit un couple de lions, affrontés sur la face principal; leurs têtes, détournées vers l'arrière, se trouvent sur les angles de la corbeille. Les lions sont liés par un collier à double boucle autour des cous. Leurs corps allongés s'étendent sur les deux petites faces du chapiteau. Les queues se sont transformées en entrelacs de rinceaux, qui se terminent dans les bouches des lions.
La corbeille du chapiteau nord de l'arc est décorée d'une frise d'entrelacs simples et une série de 'palmiers'.

Chapiteau nord de l'arc triomphal
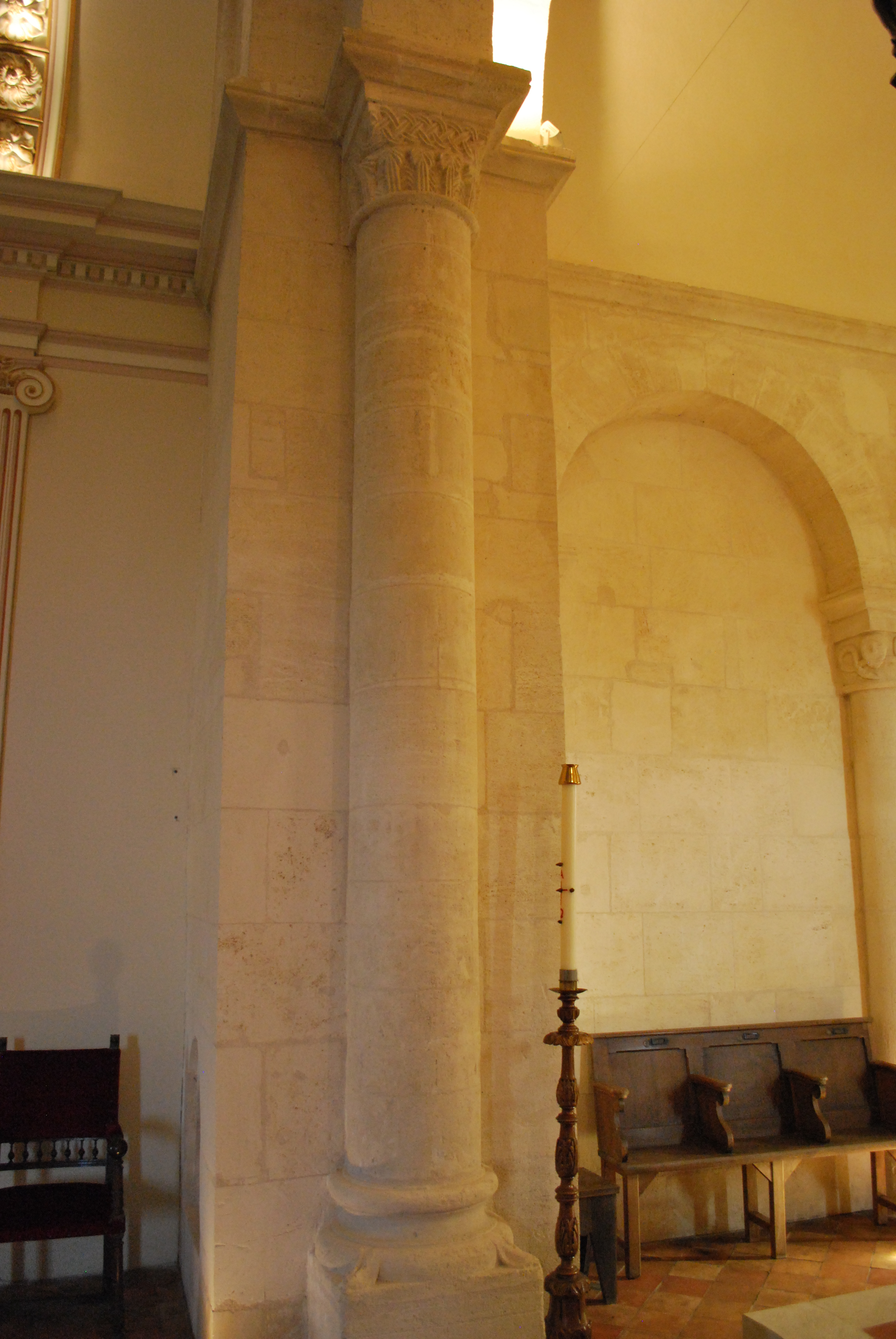
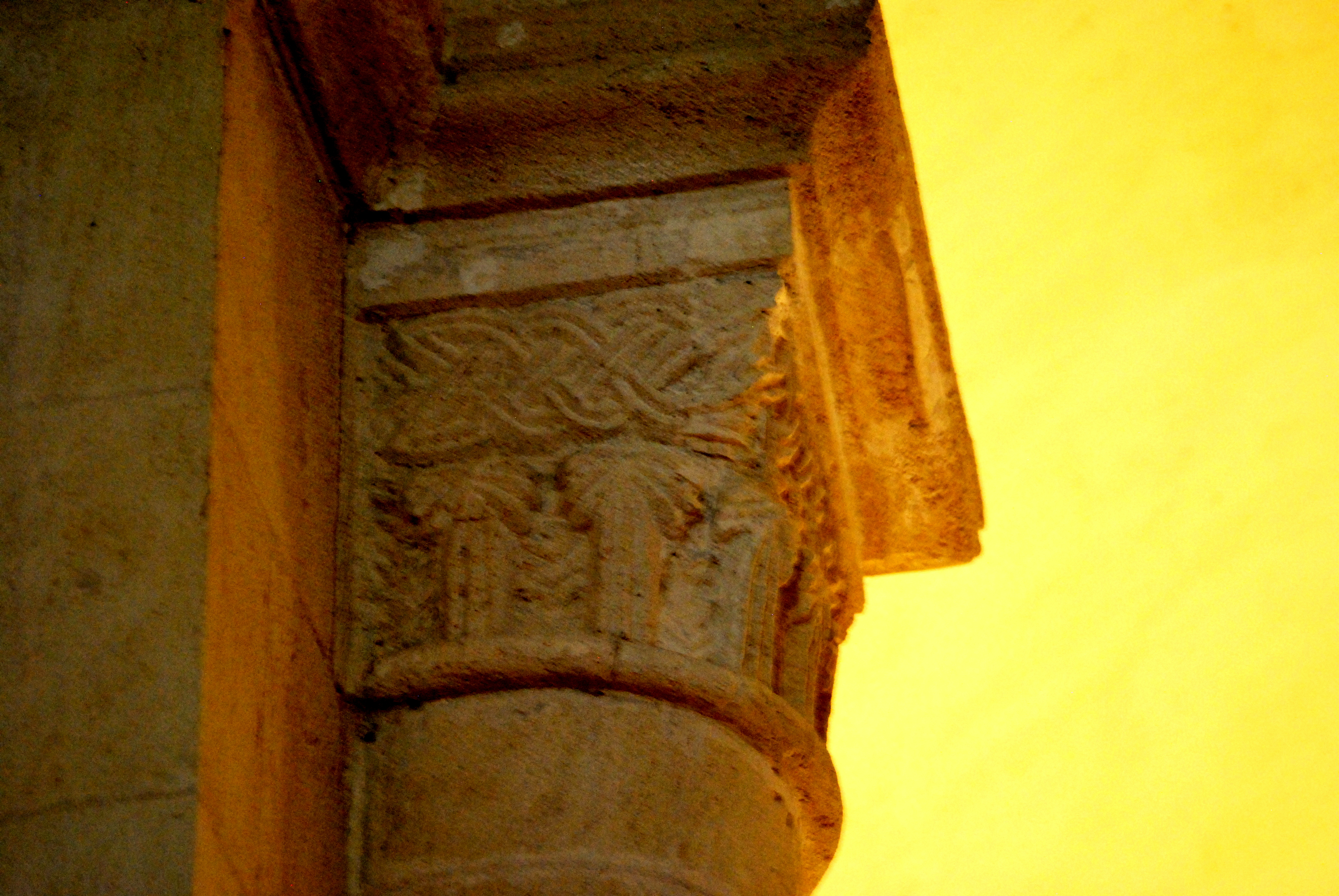
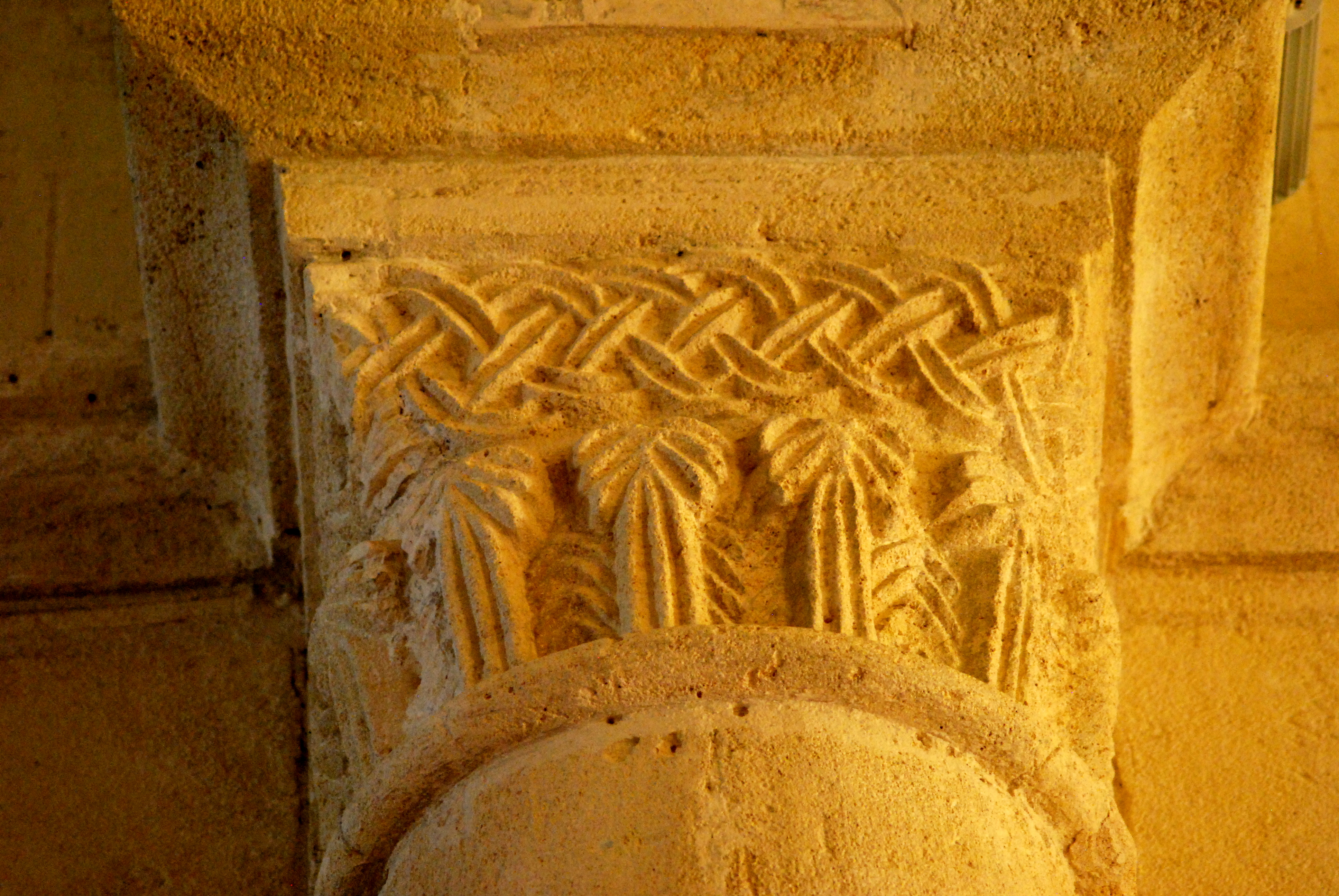

Les chapiteaux des baies du sanctuaire
Un seul chapiteau du sanctuaire est historié, celui à l'ouest de la baie nord. Le chapiteau à l'est porte un décor de feuilles simples. Pour la baie sud, le chapiteau à l'ouest est décoré avec un entrelacs simple et celui à l'est est une copie de son vis-à-vis au nord. Les deux chapiteaux de la baie axiale datent de la restauration de 1990.
Sur la face principale et les deux angles de la corbeille se trouvent trois masques humains. Ils sont reliés entre eux par un serpent qui est passé par l’oreille de l'homme sur la face est et les bouches des deux autres hommes pour terminer sur la face occidentale de la corbeille.
Le serpent, symbole du péché originel, était souvent utilisé dans l'iconographie romane dans les mises en garde des dangers moraux d'écouter et de répandre des 'mauvaises paroles'.
La pierre de consécration
L’église de Saint-Sulpice conserve une dédicace, hommage aux deux saints qui portent ce nom (Sulpice-Sévère et Sulpice le Pieux). Tous deux sont sacrés évêques de Bourges au IVe et VIe siècles respectivement. La pierre de consécration, qui se trouve à l’intérieur de la deuxième arcade, du côté gauche du sanctuaire, date du début du XIIe siècle. La dédicace est sculptée en creux.
La pierre était classée à titre d'objet, par les Monuments Historiques, le 5 novembre 1912.

Chapiteaux des baies axiale et sud du sanctuaire
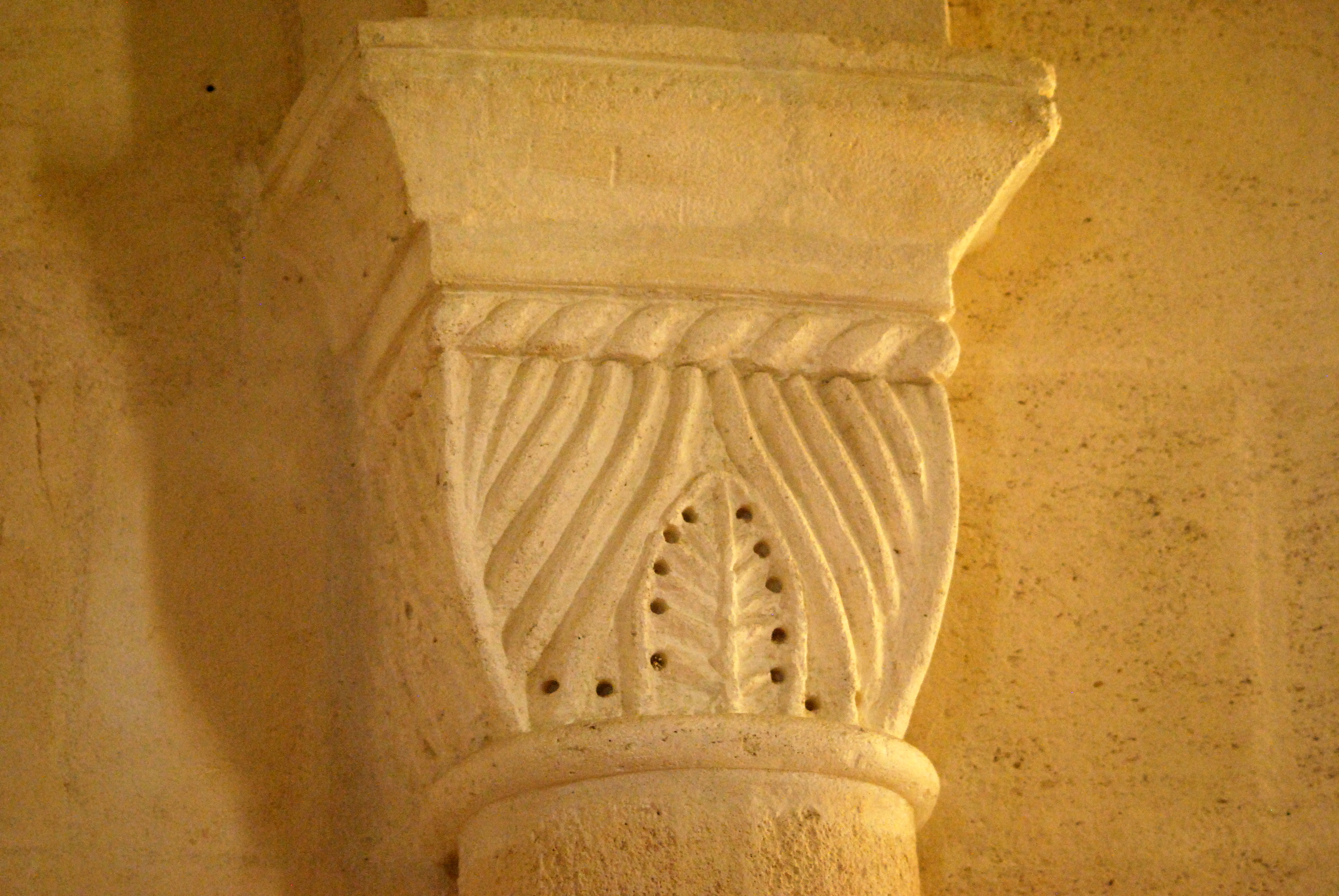
Baie axiale chapiteau nord
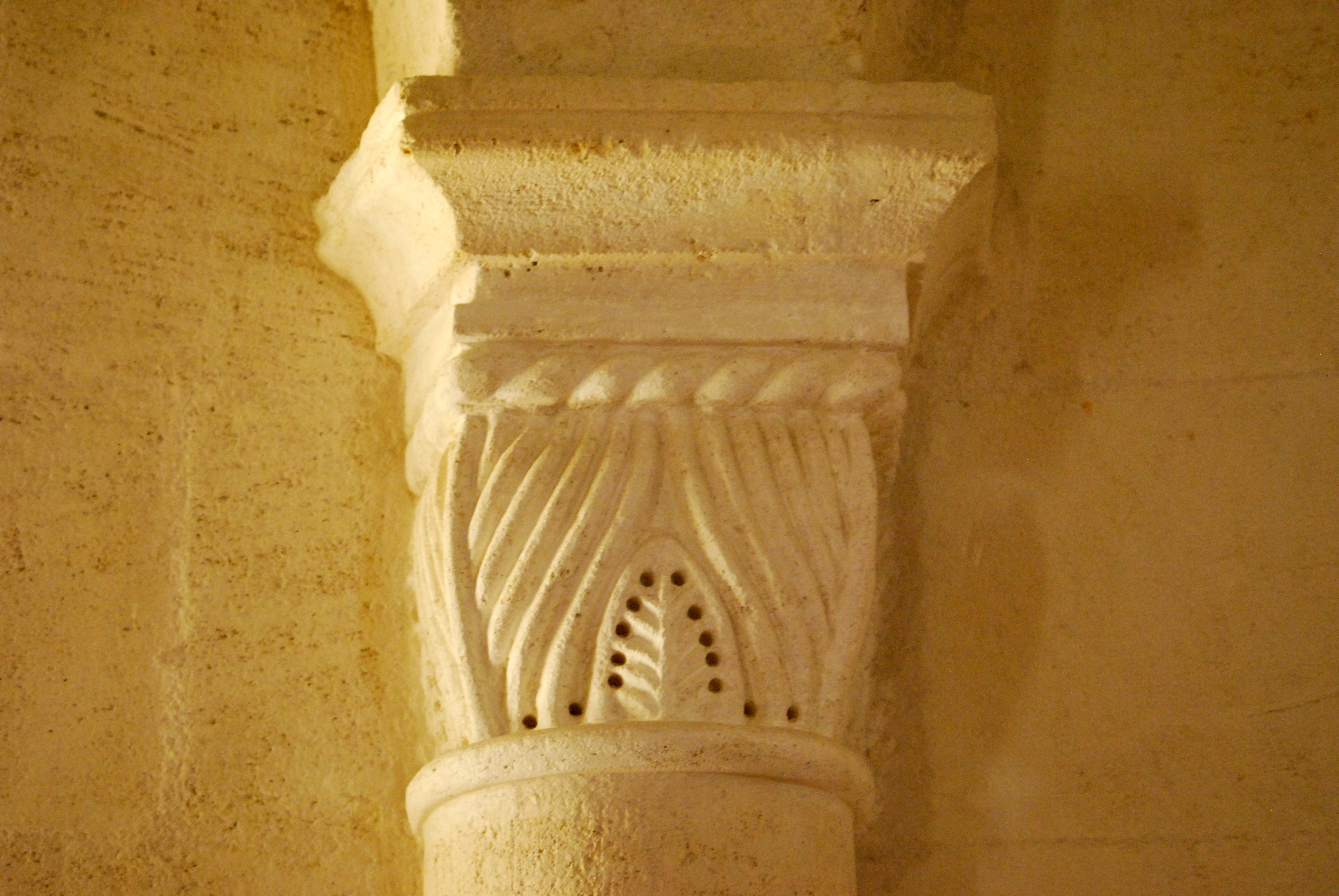
Baie axiale chapiteau sud
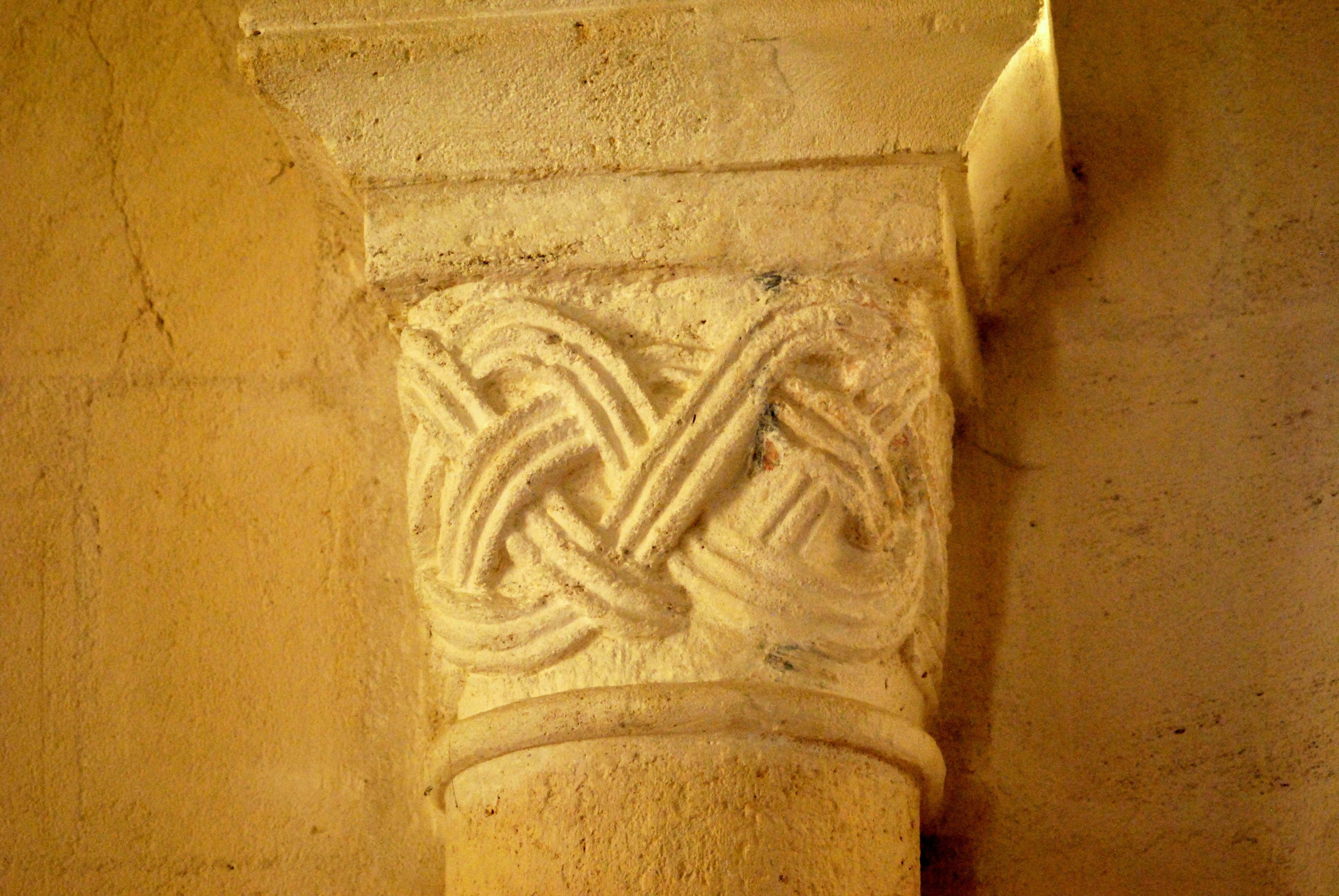
Baie sud, chapiteau ouest
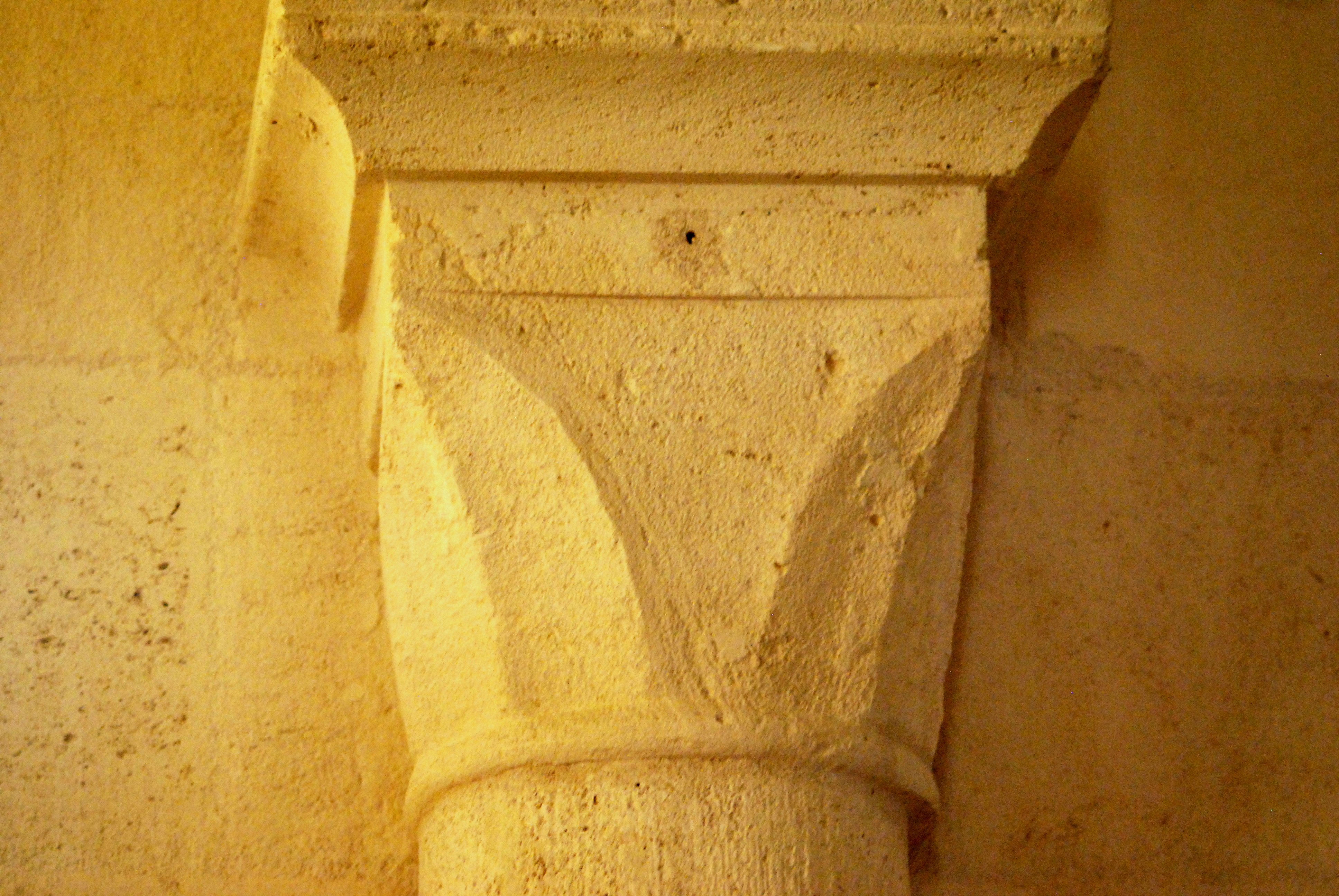
Baie sud, chapiteau est

Le chevet roman
Depuis la restauration de 1990 et la destruction des sacristies du XIXe siècle, accolées au nord et au sud de l'abside, nous pouvons admirer le chevet roman de l'église. Il n'a jamais eu des chapiteaux sculptés autour du chevet. Les seules pierres sculptées sont celles de la corniche, en damier et les modillons (les pierres de remplacement, sans doute au XIXe siècle, sont identifiables par l'absence de sculpture).
Les modillons romans sont assez classiques et banals. On trouve : des bêtes maléfiques ; des têtes humaines, plus au moins paisibles ; des entrelacs simples ; l'homme qui tombe (en Enfer ?), tête en bas et  des professions maudites, dans ce cas, des musiciens, un joueur de psaltérion et un joueur de dolio (un instrument à vent de la forme d'un petit barillet avec un bec, d'origine espagnole). Cependant on ne trouve pas une série cohérente de modillons qui illustrent une leçon de moralité comme c'est le cas dans beaucoup d'églises romanes de la région. Pour plus de détails voir l'article Iconographie des modillons romans.

Les modillons
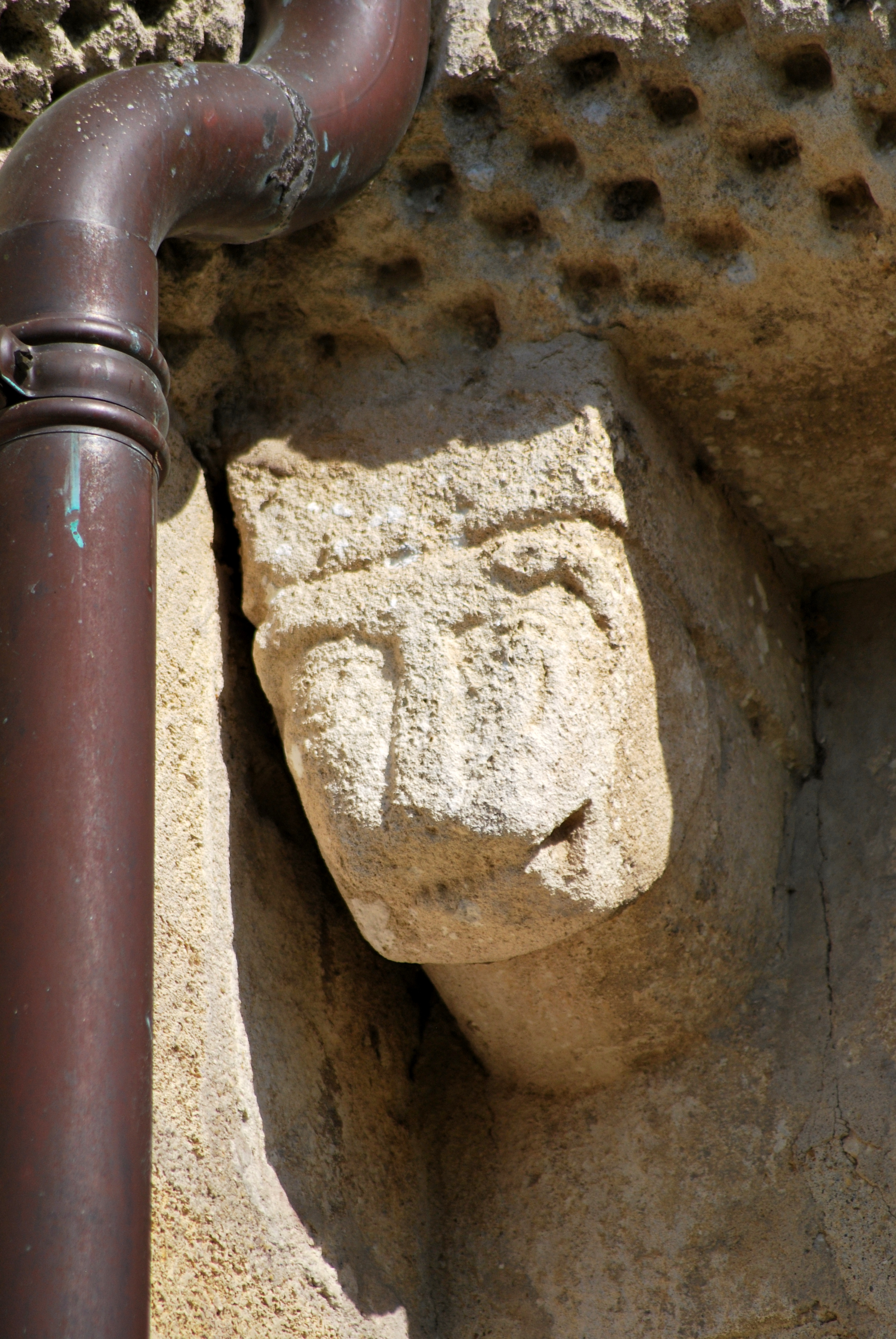
Tireur de angue
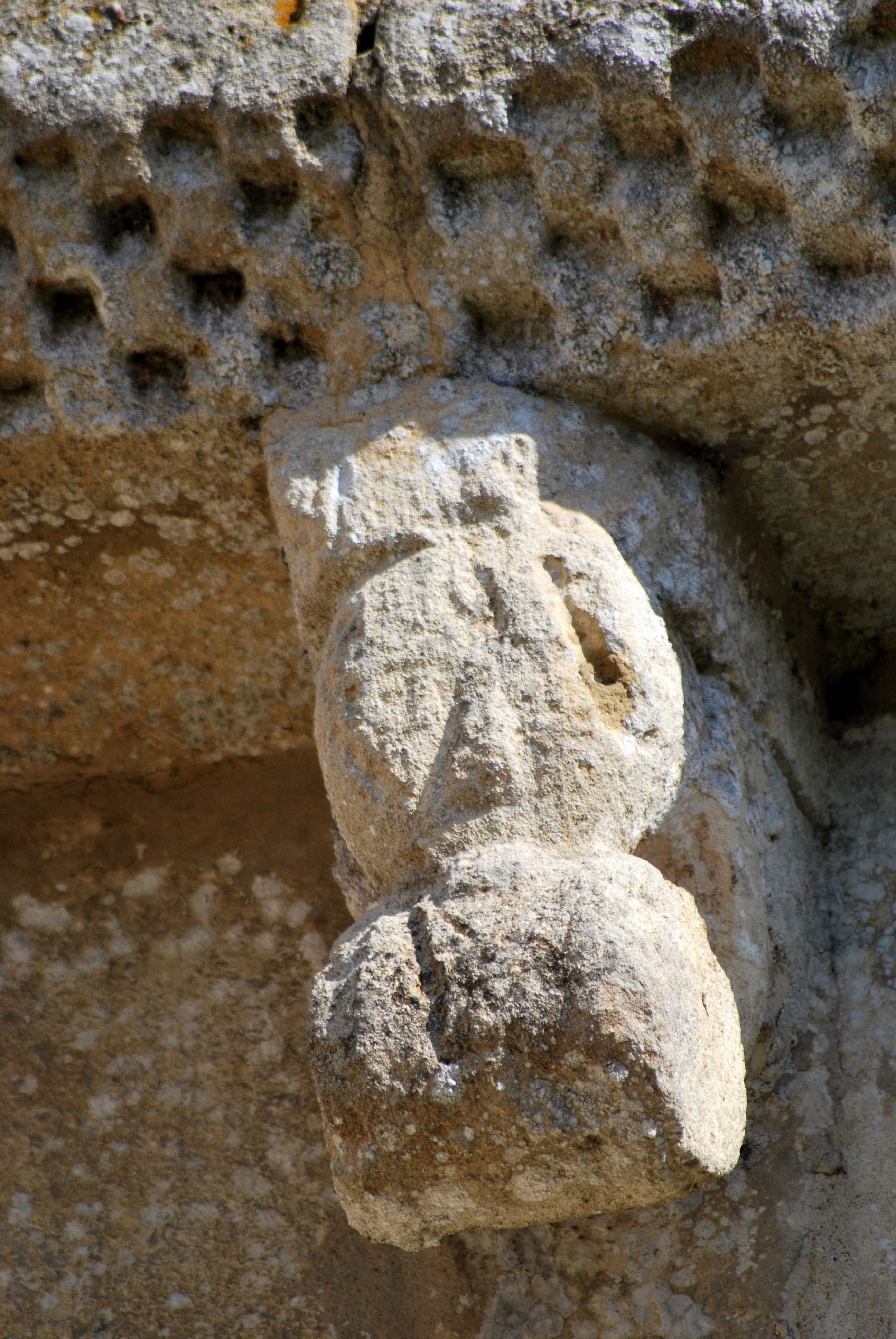
Joueur de Dolio
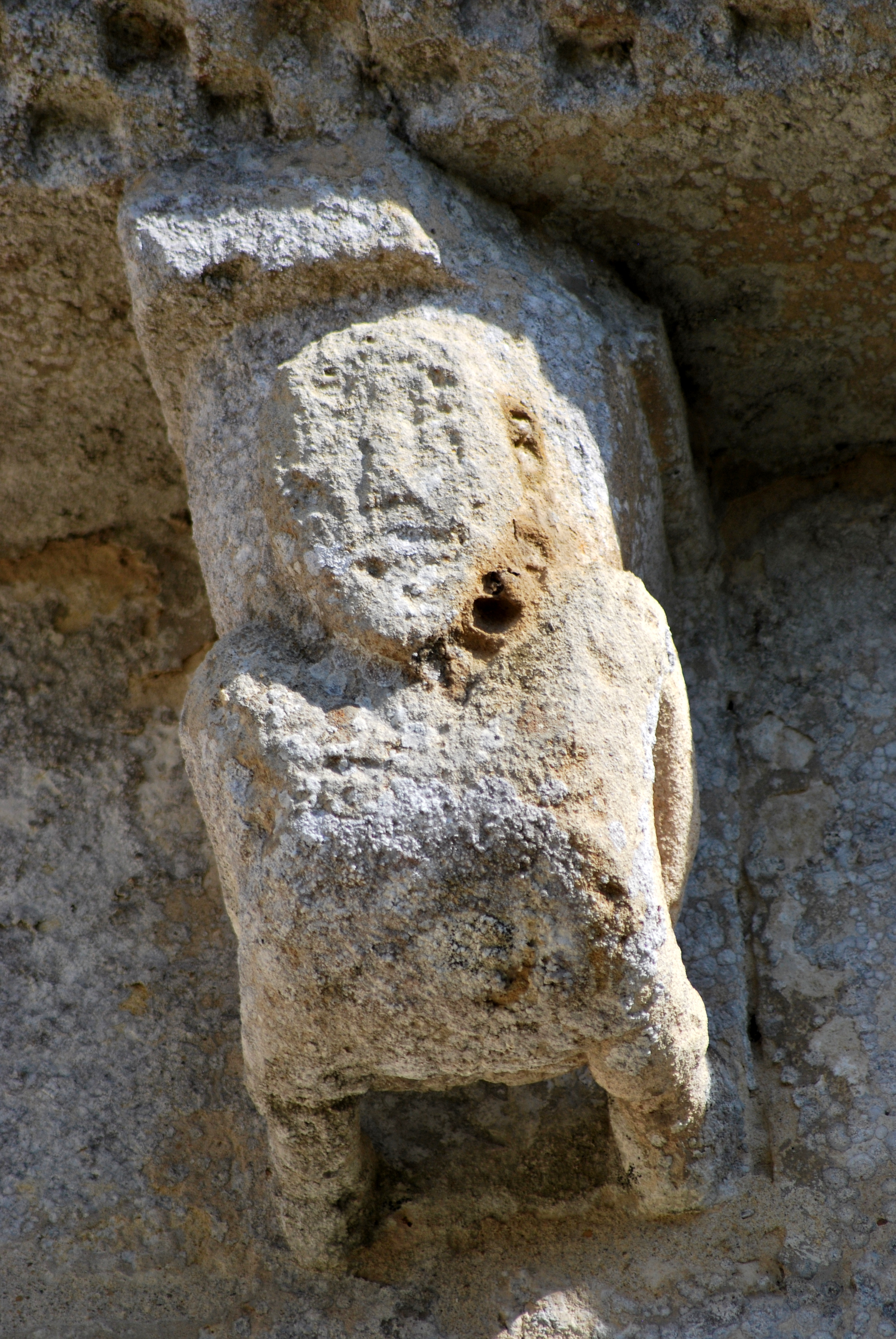
Homme
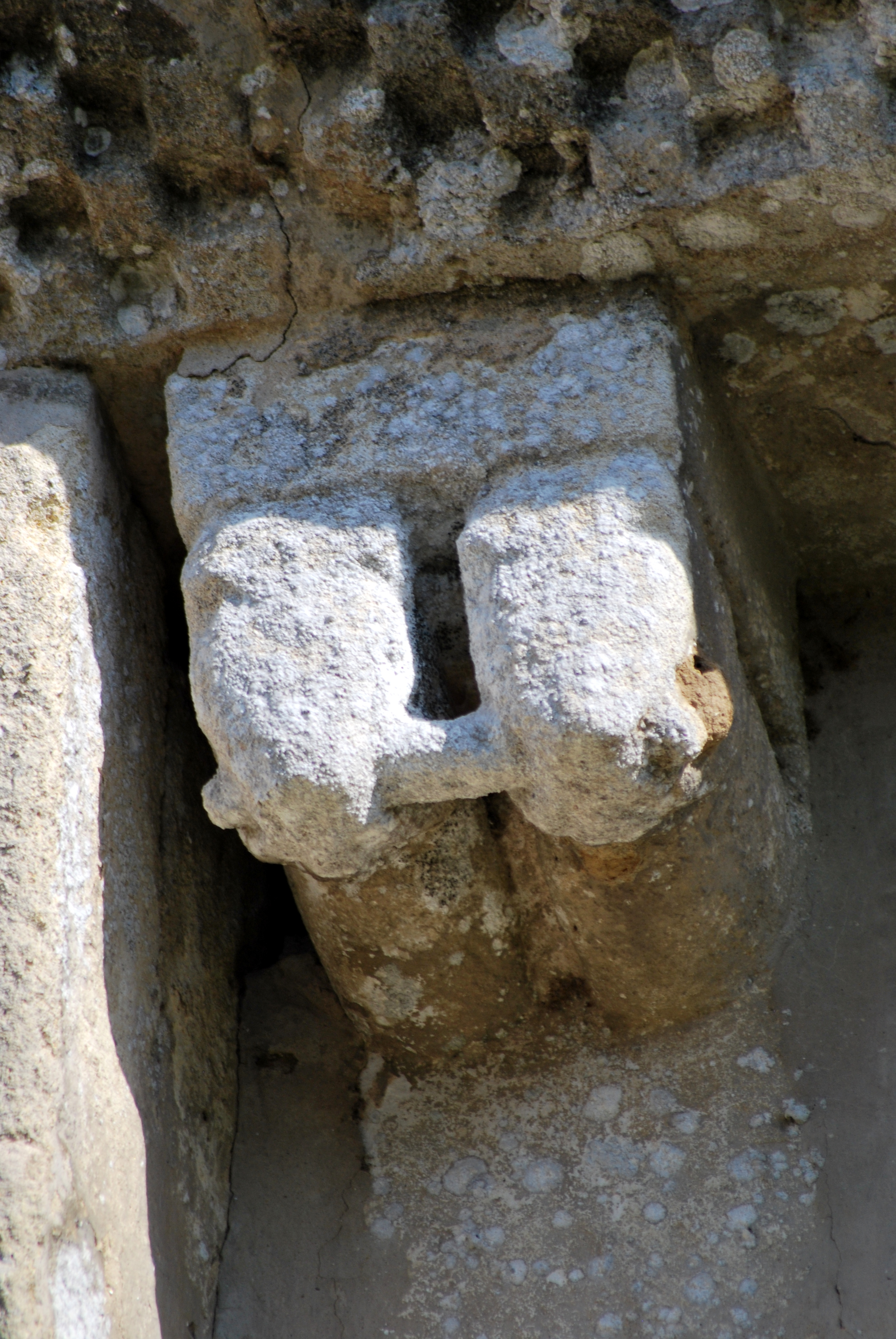
Deux bêtes
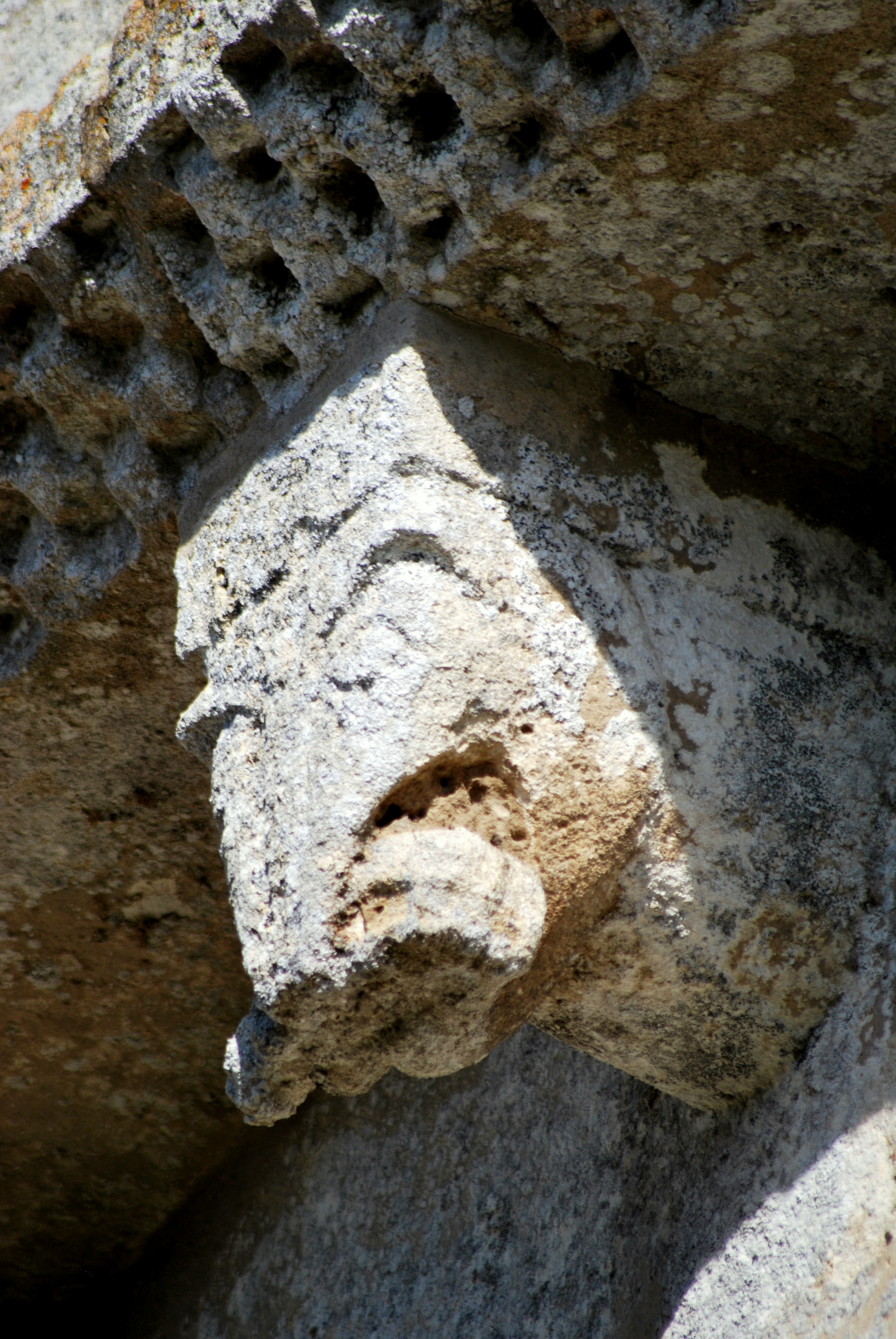
Bête avec proie
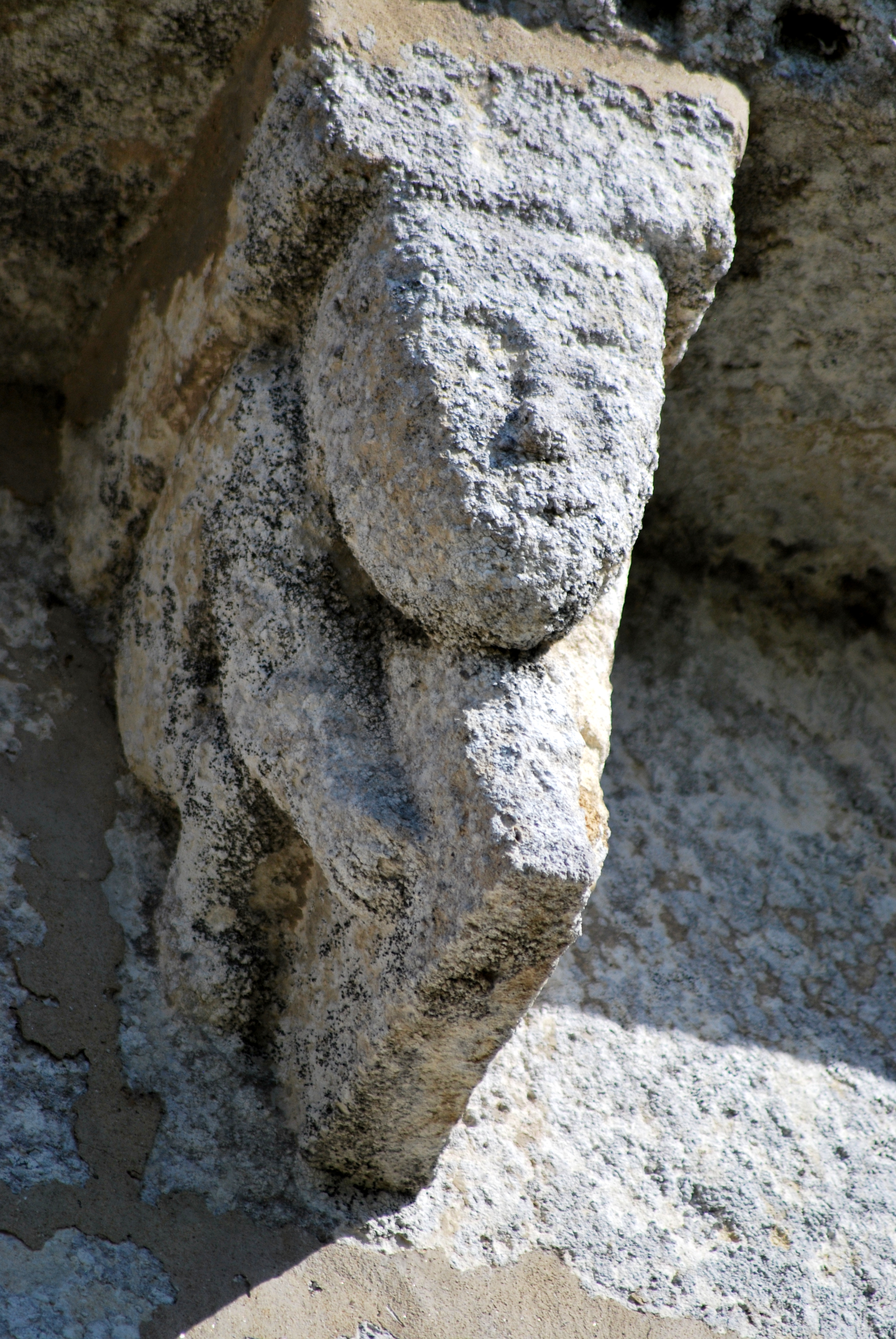
Joueur de psaltérion
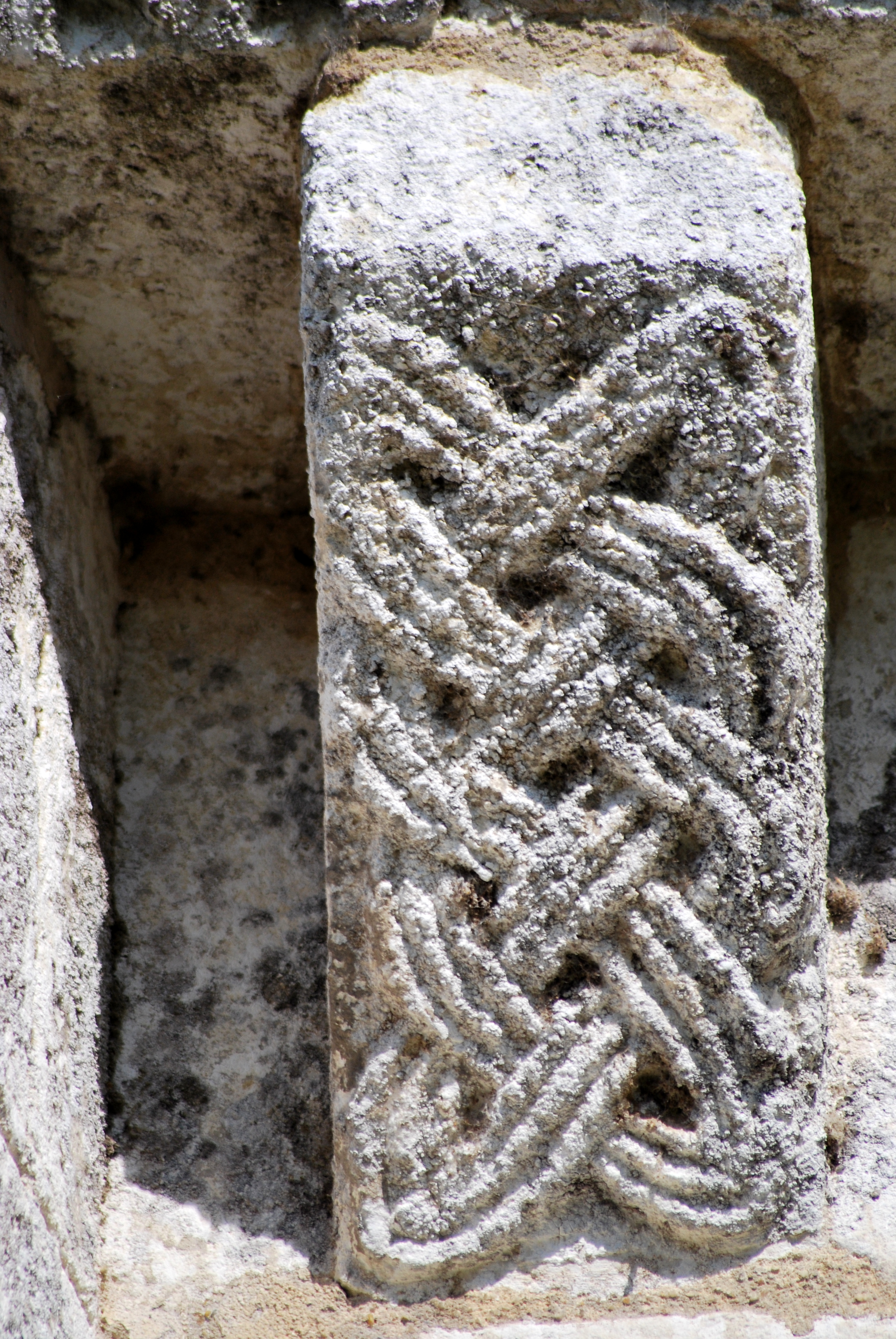
Entrelacs
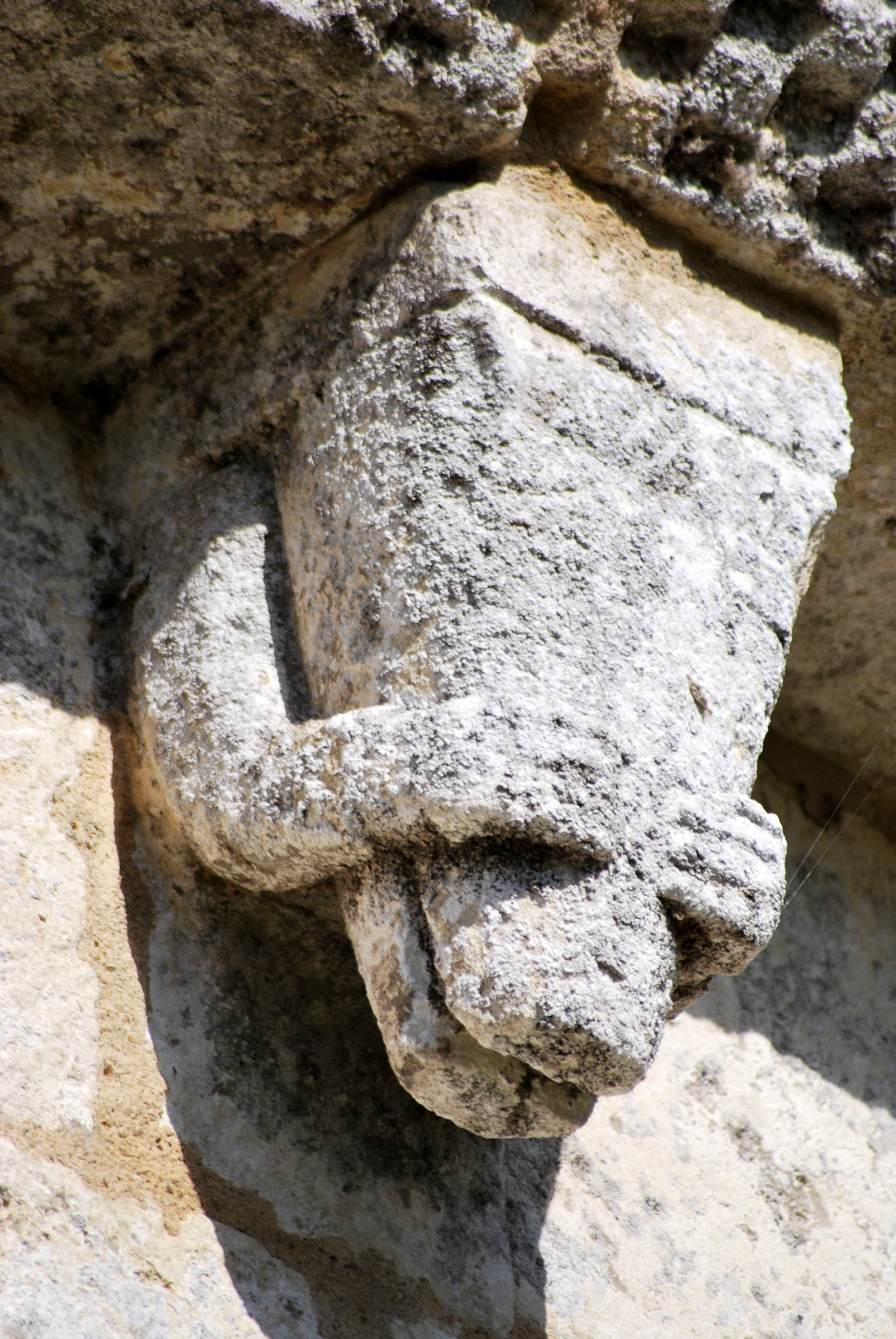
Loup qui cache ses yeux
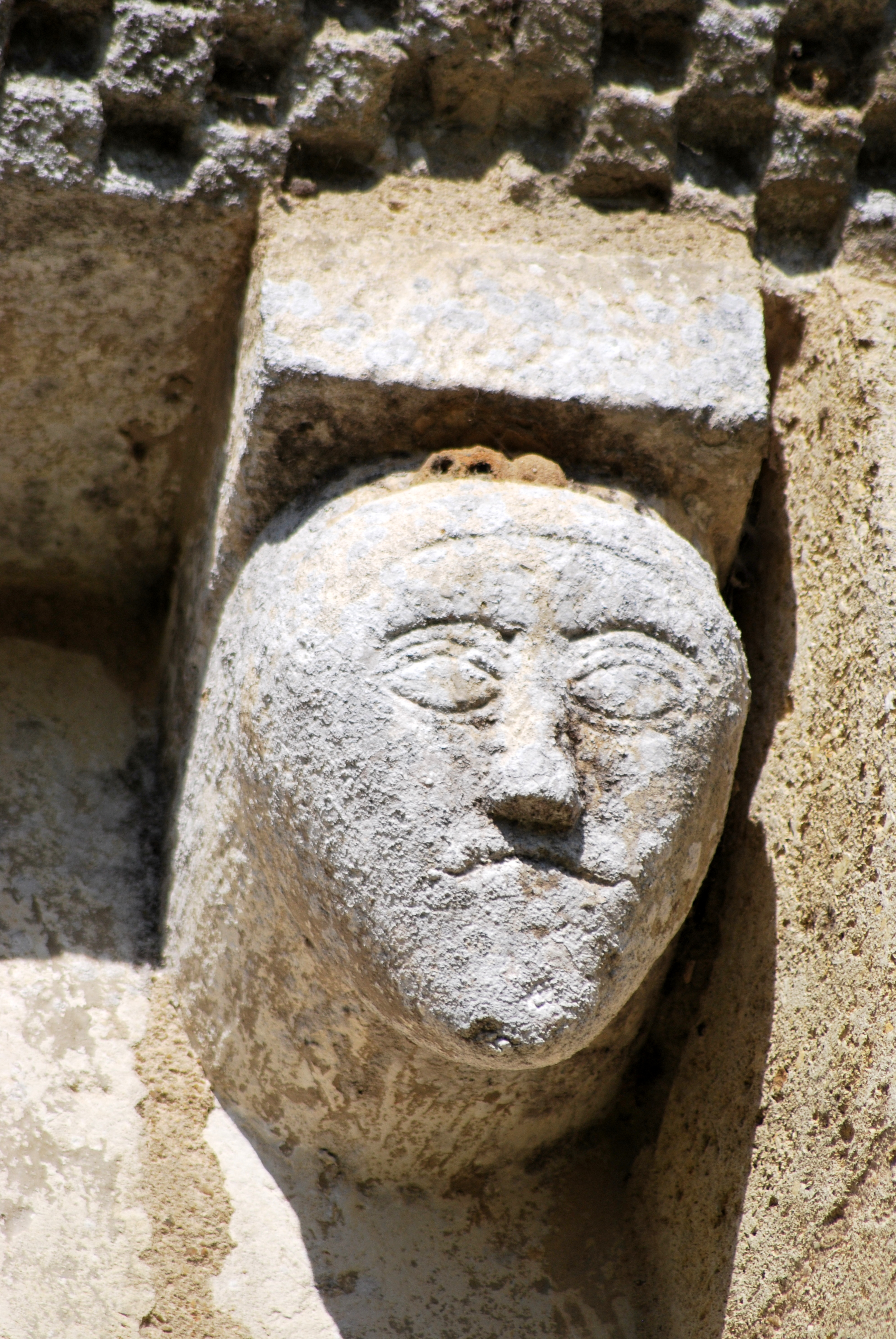
Masque humain
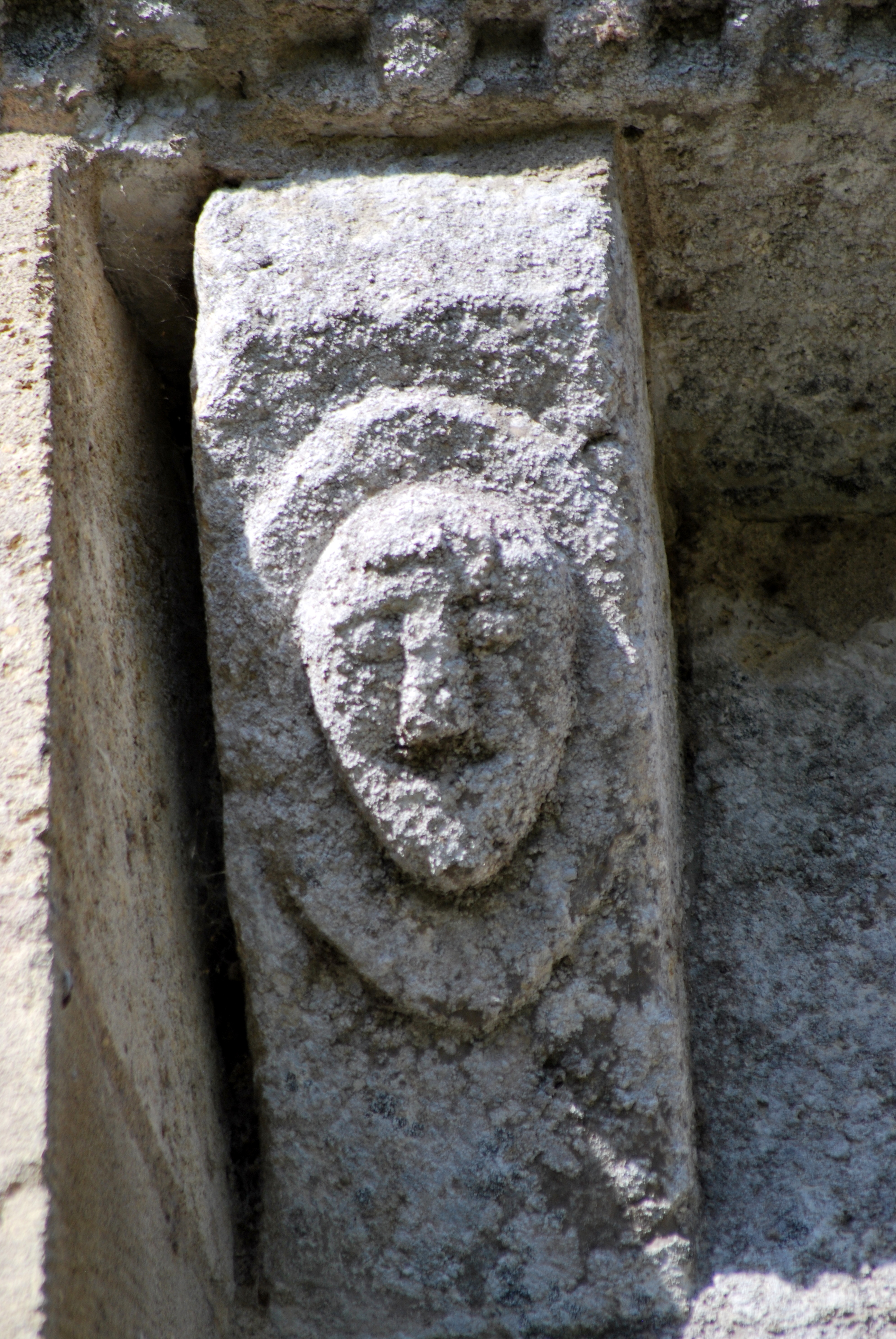
Masque humain
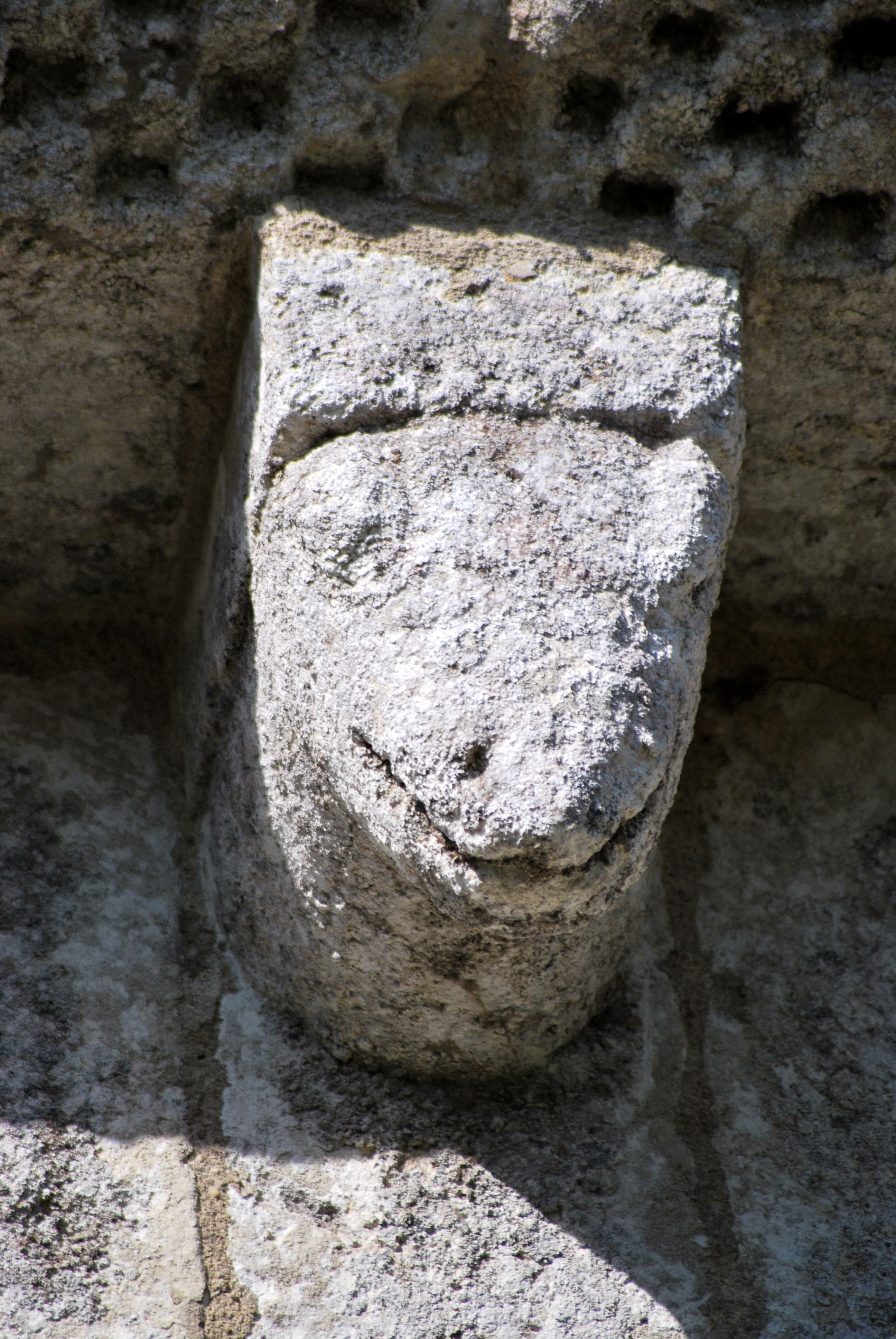
Bête maléfique
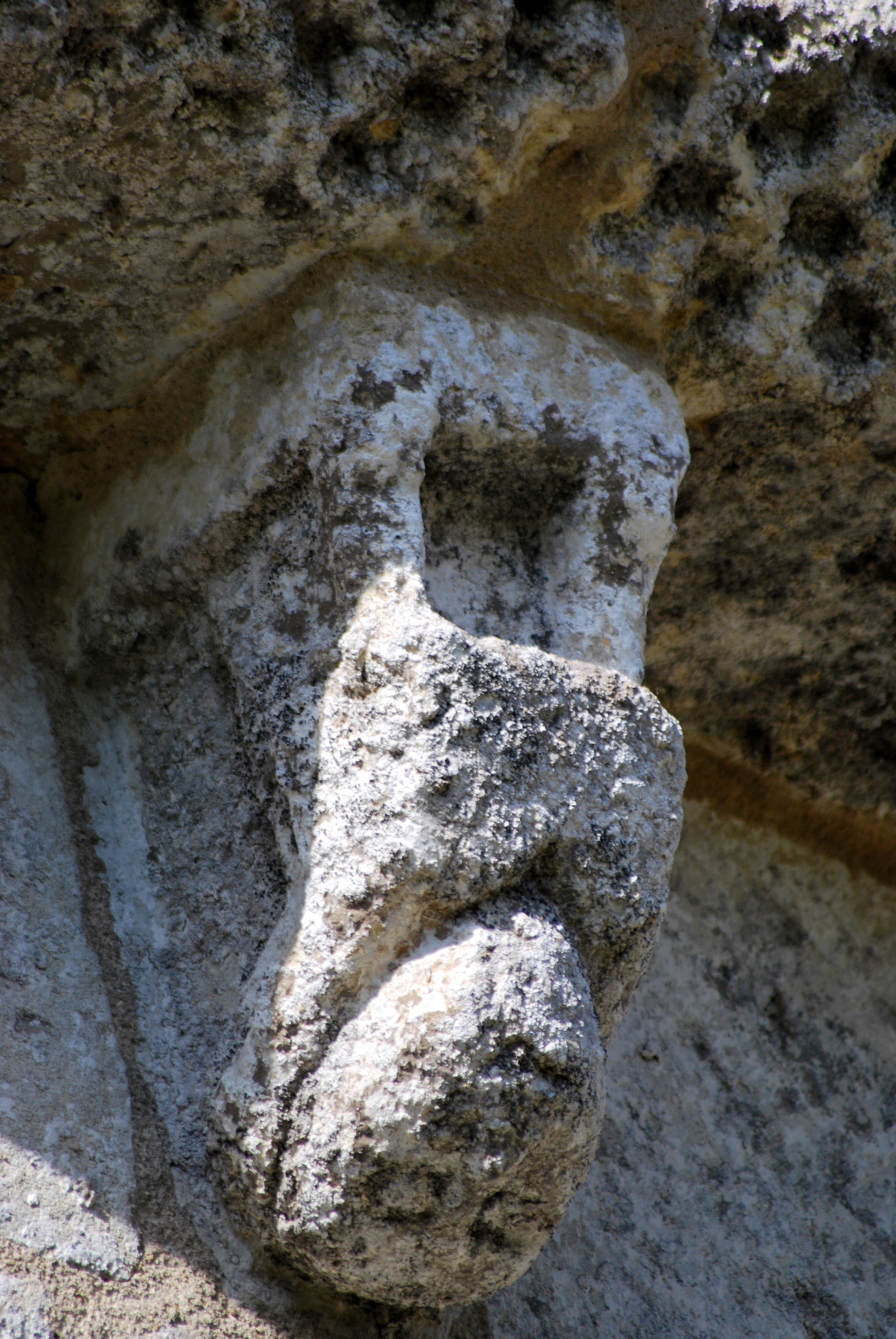
Homme qui tombe
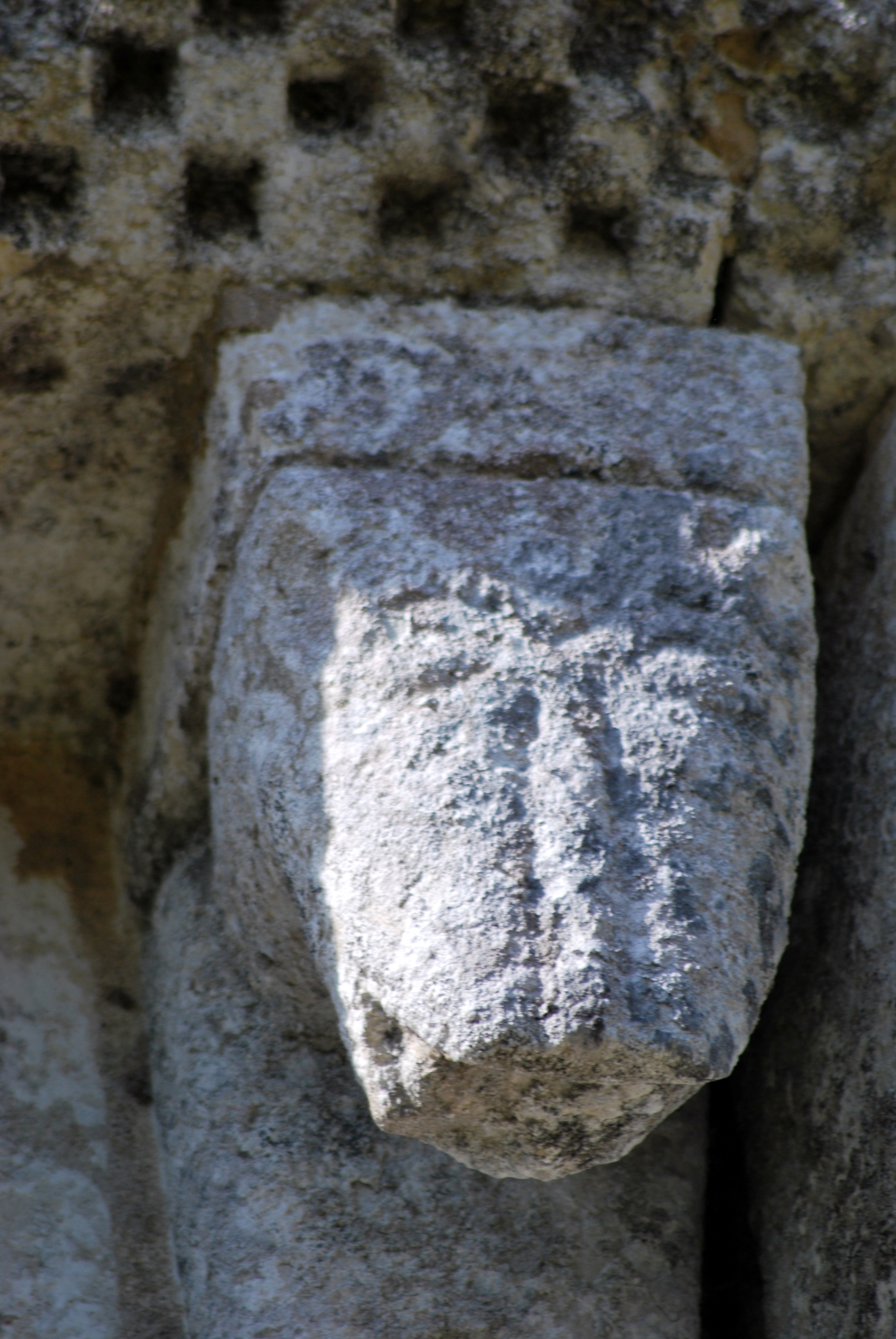
Bête maléfique
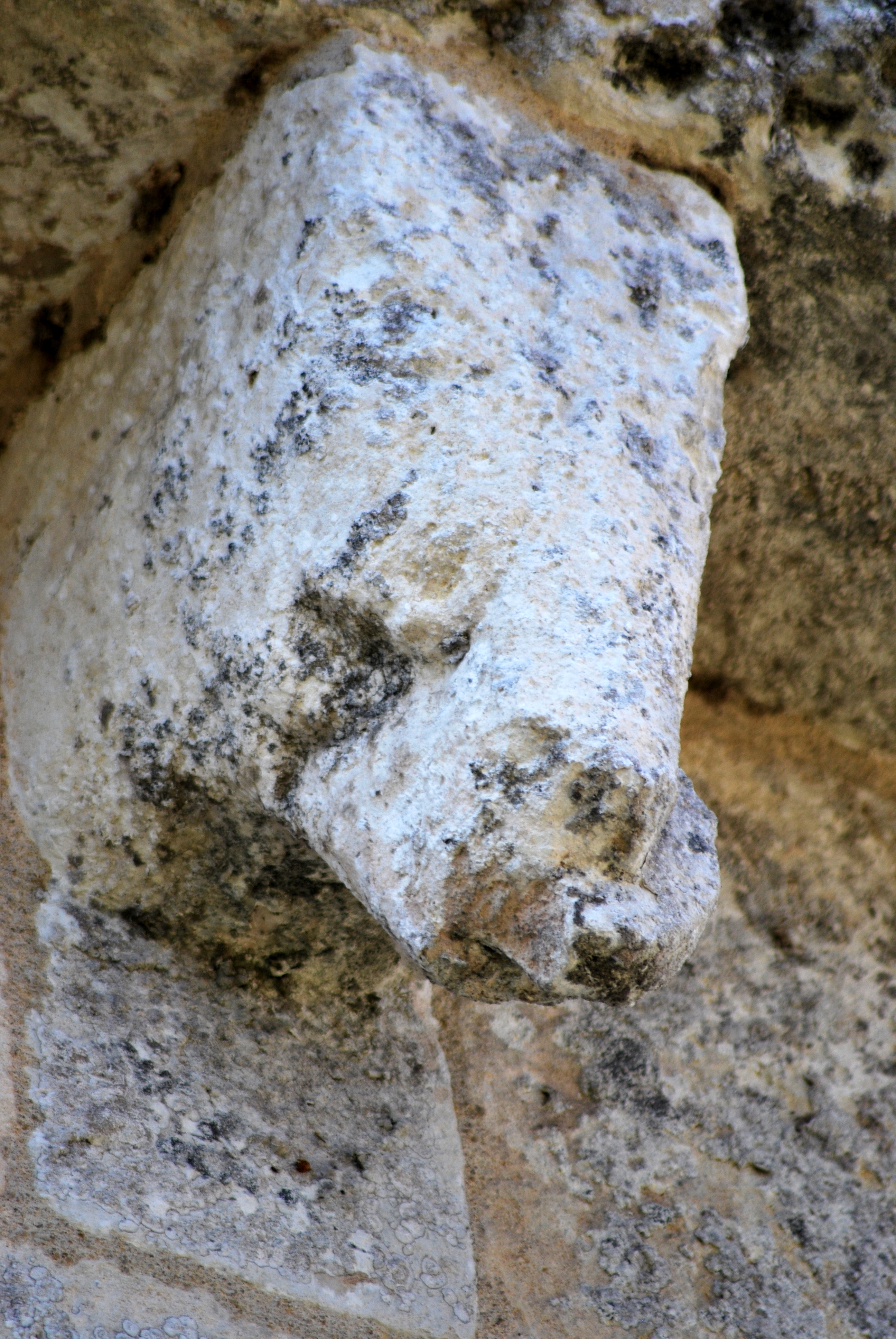
Bête maléfique

À l'extérieur de l'église :
- Sur la façade du bas-côté sud se trouvent les vestiges d'un cadran canonial gravé dans la pierre parmi d'autres graffitis. Le bas-côté était construit en 1845 et les cadrans canoniaux étaient utilisés entre le XIIe et XVIe siècles ! En général ils étaient gravés sur des contreforts ou murs sud de la nef. Un examen du mur du bas-côté montre un mélange de blocs de pierre anciens et modernes et il est vraisemblable que, lors de la construction du bas-côté, les maçons ont réutilisé des pierres en provenance de l'ancien mur sud de la nef du XIIe siècle.
- Devant l'entrée ouest de l'église se trouve une croix de mission, datée 1867, qui correspond à la fin de la campagne de reconstruction 1845-1867.
- Au sud de l'église, on trouve la croix de cimetière traditionnelle.

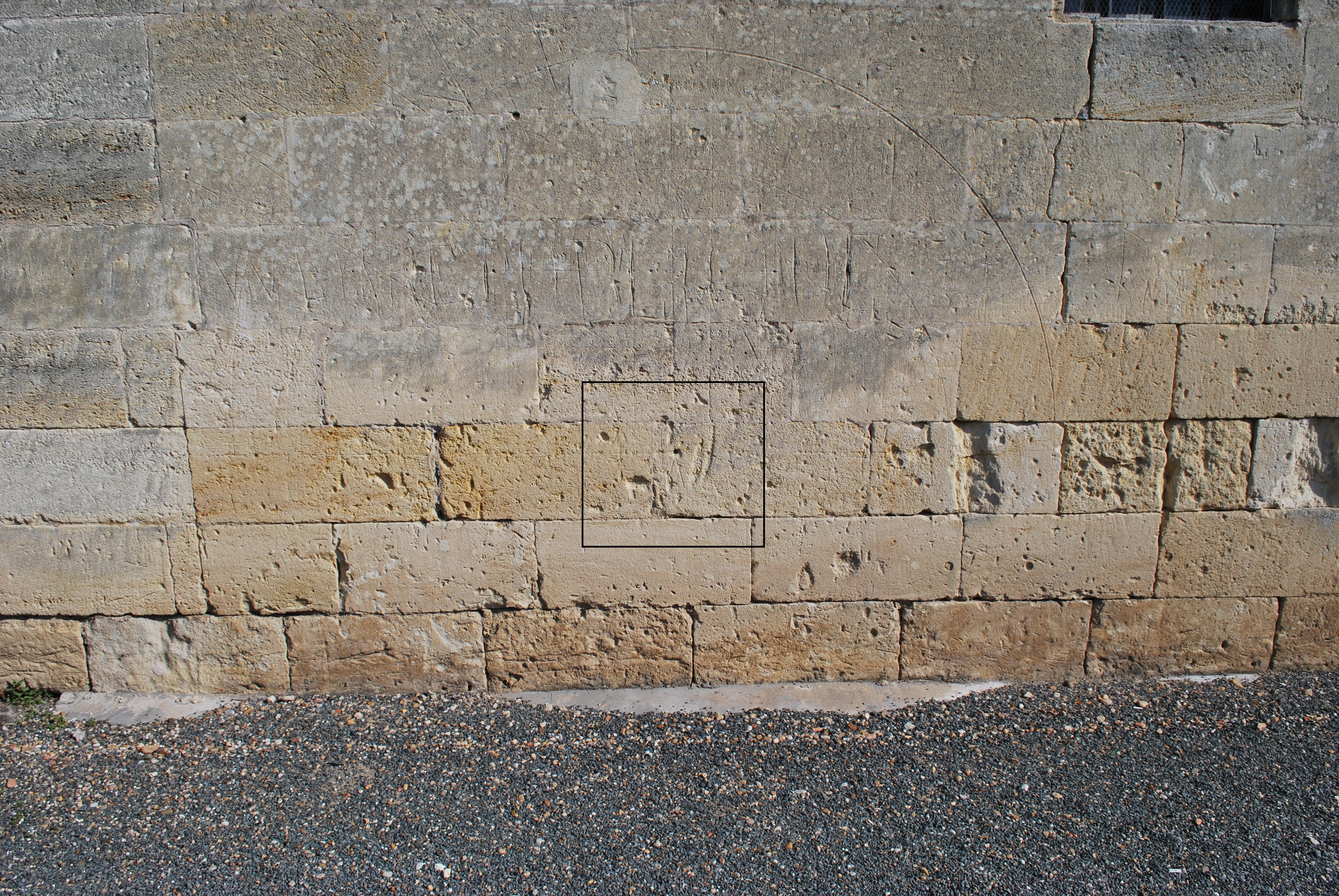
Emplacement cadran canonial
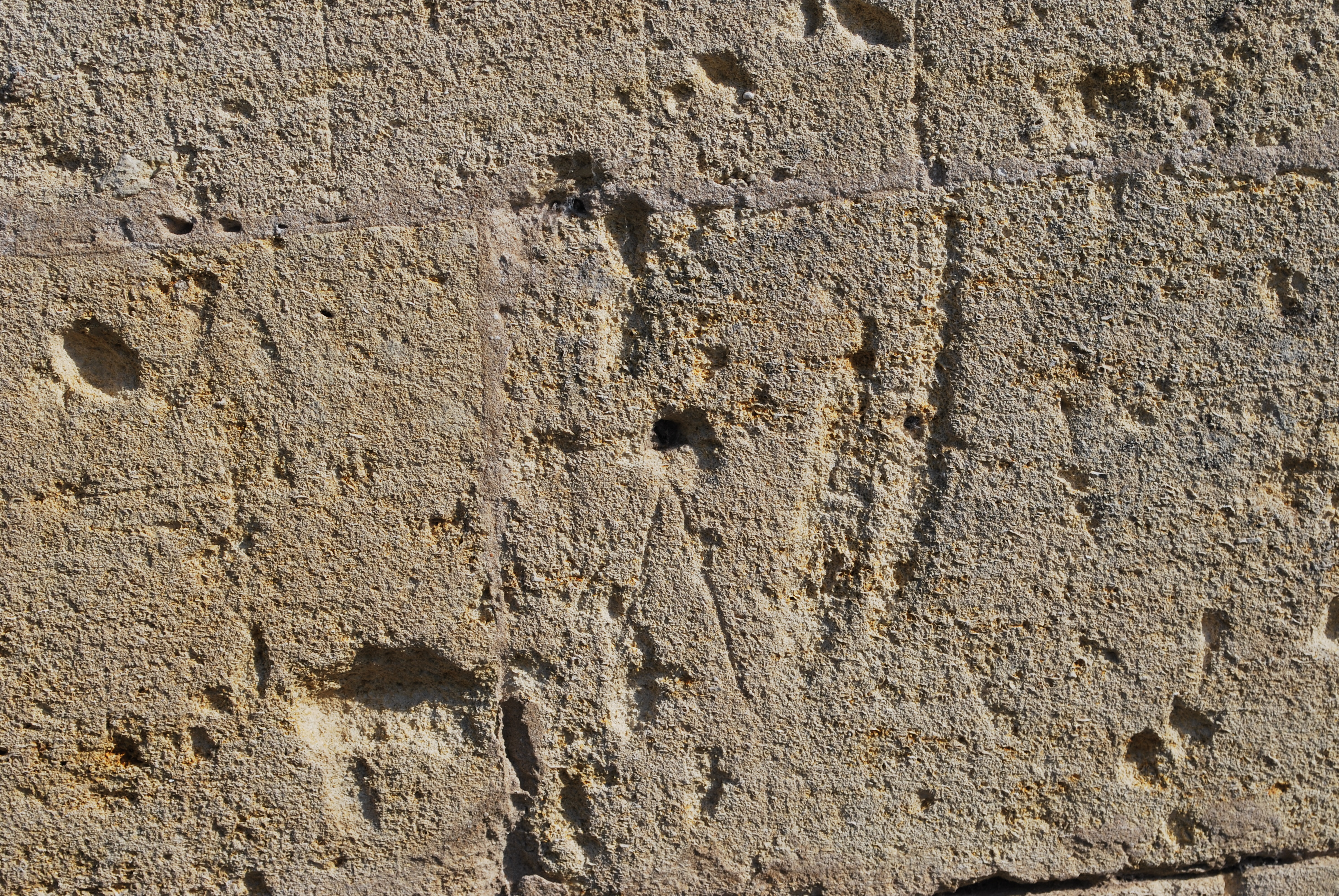
Cadran canonial
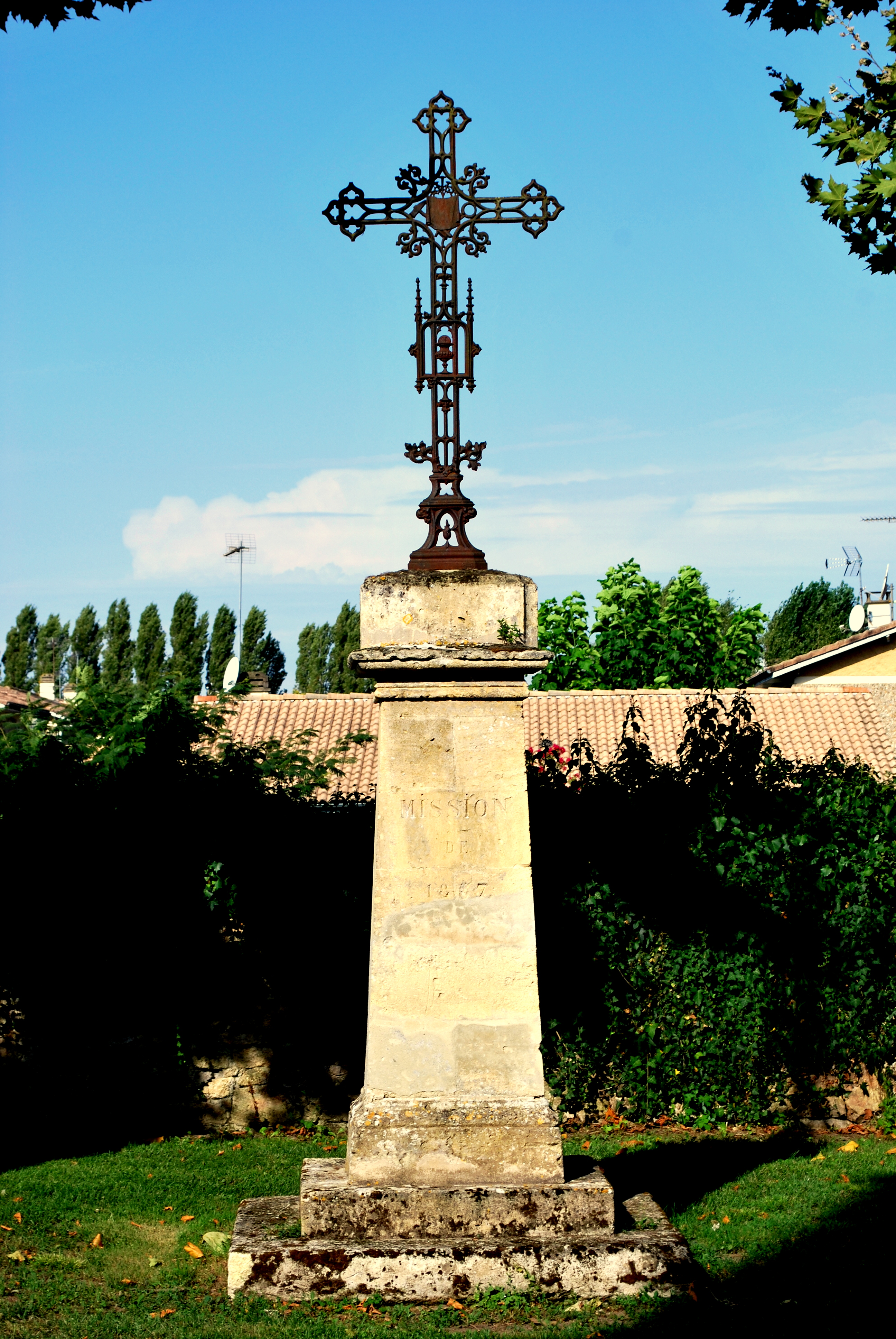
Croix de Mission
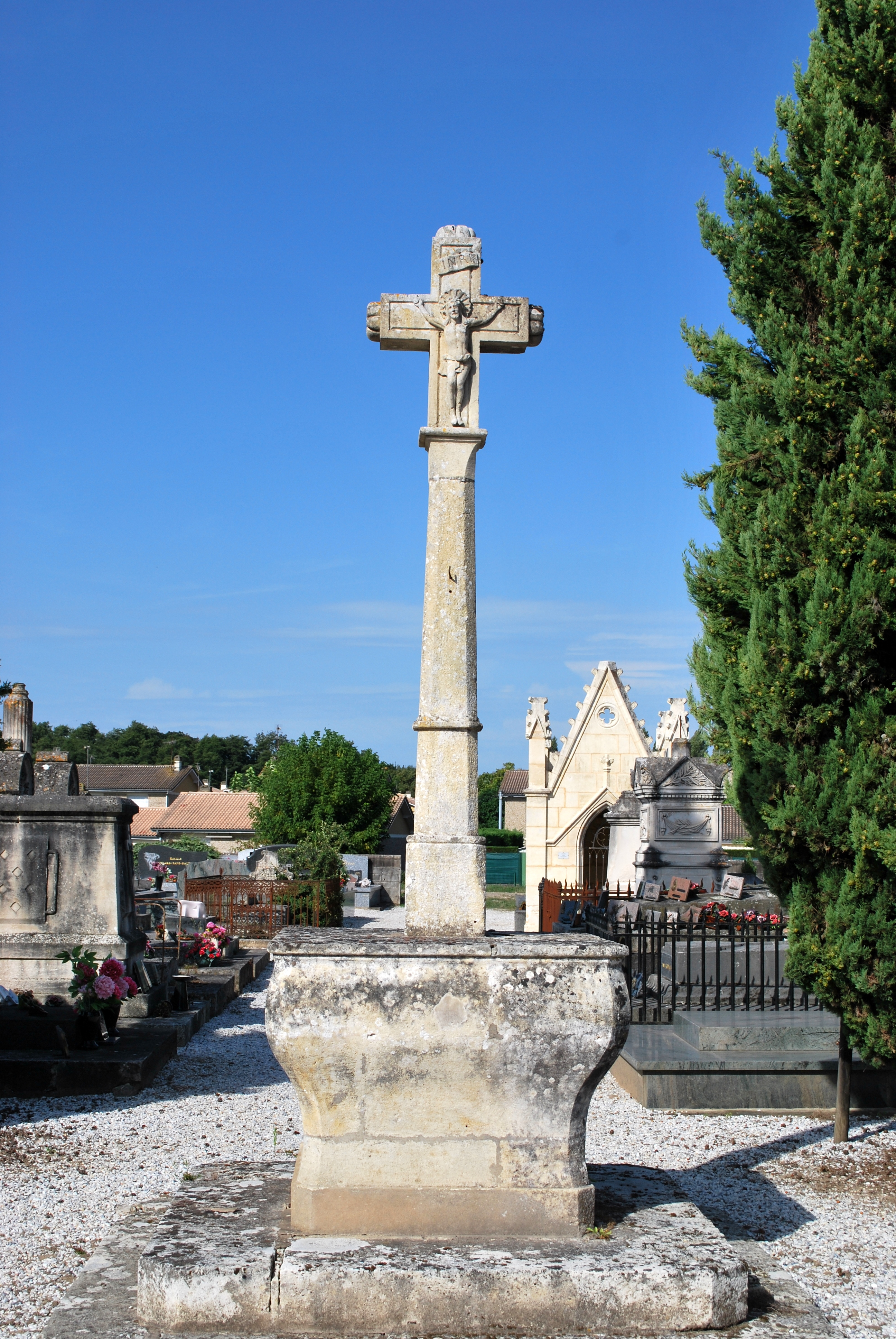
Croix de cimetière

## Le mobilier

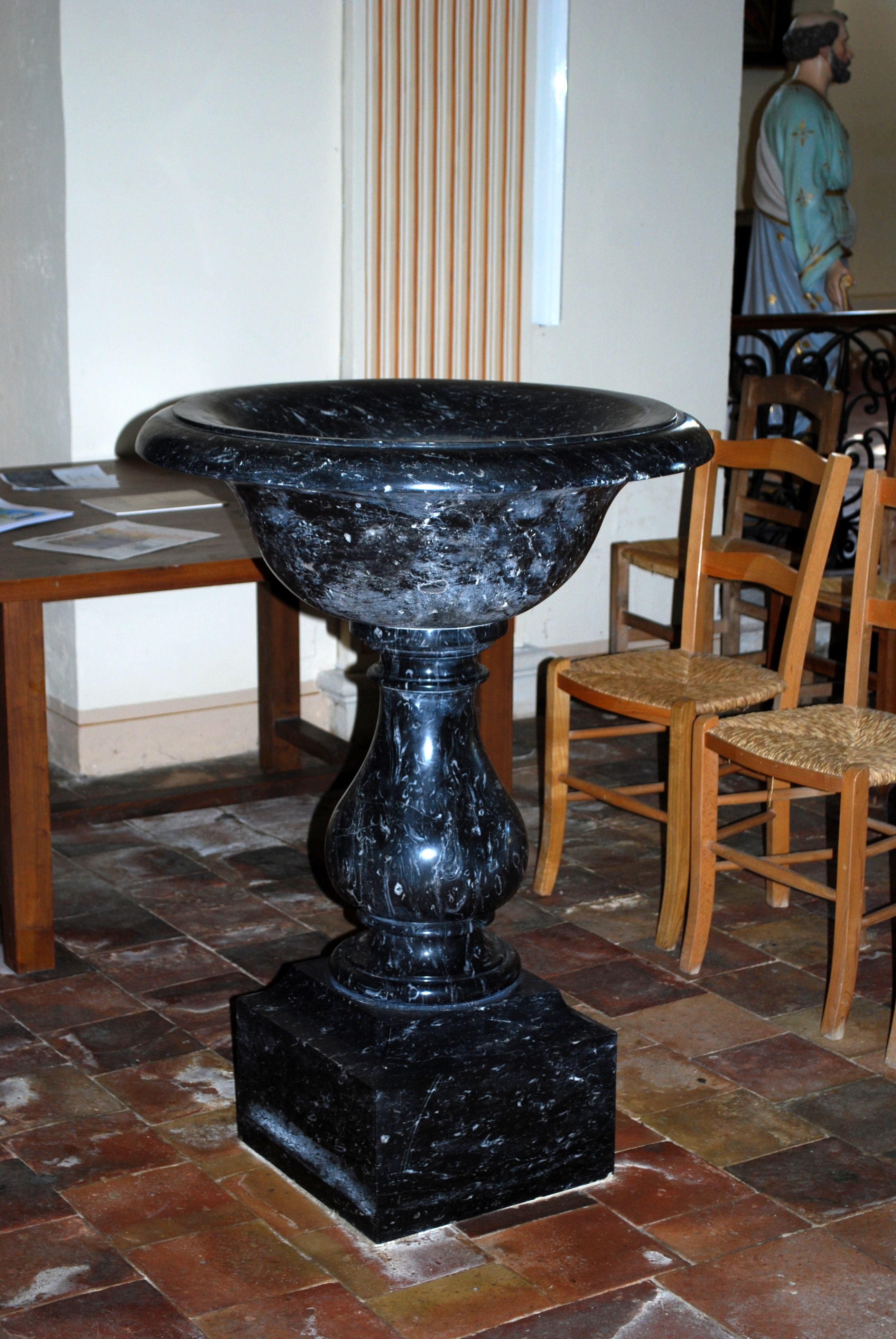
Bénitier
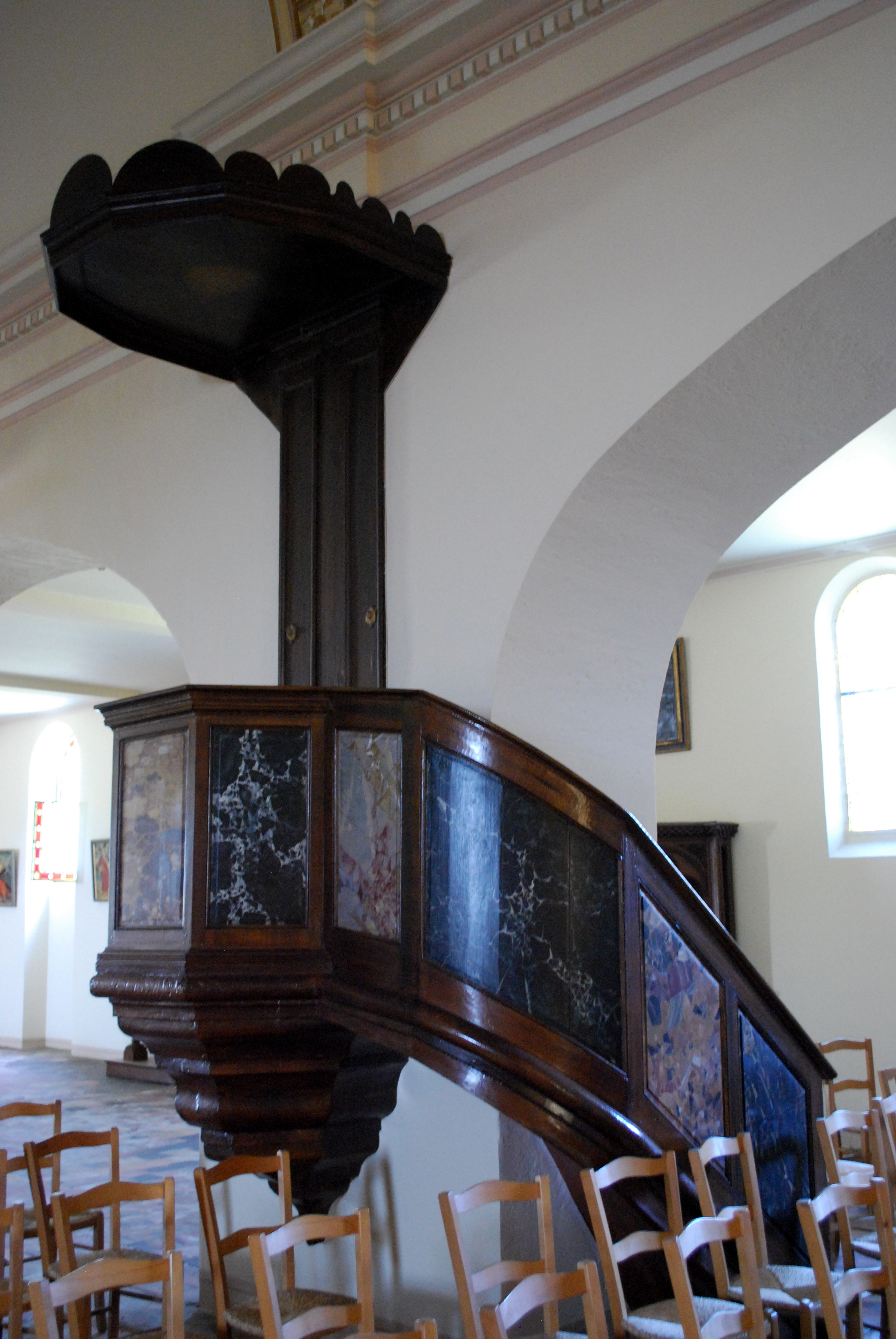
Chaire à précher
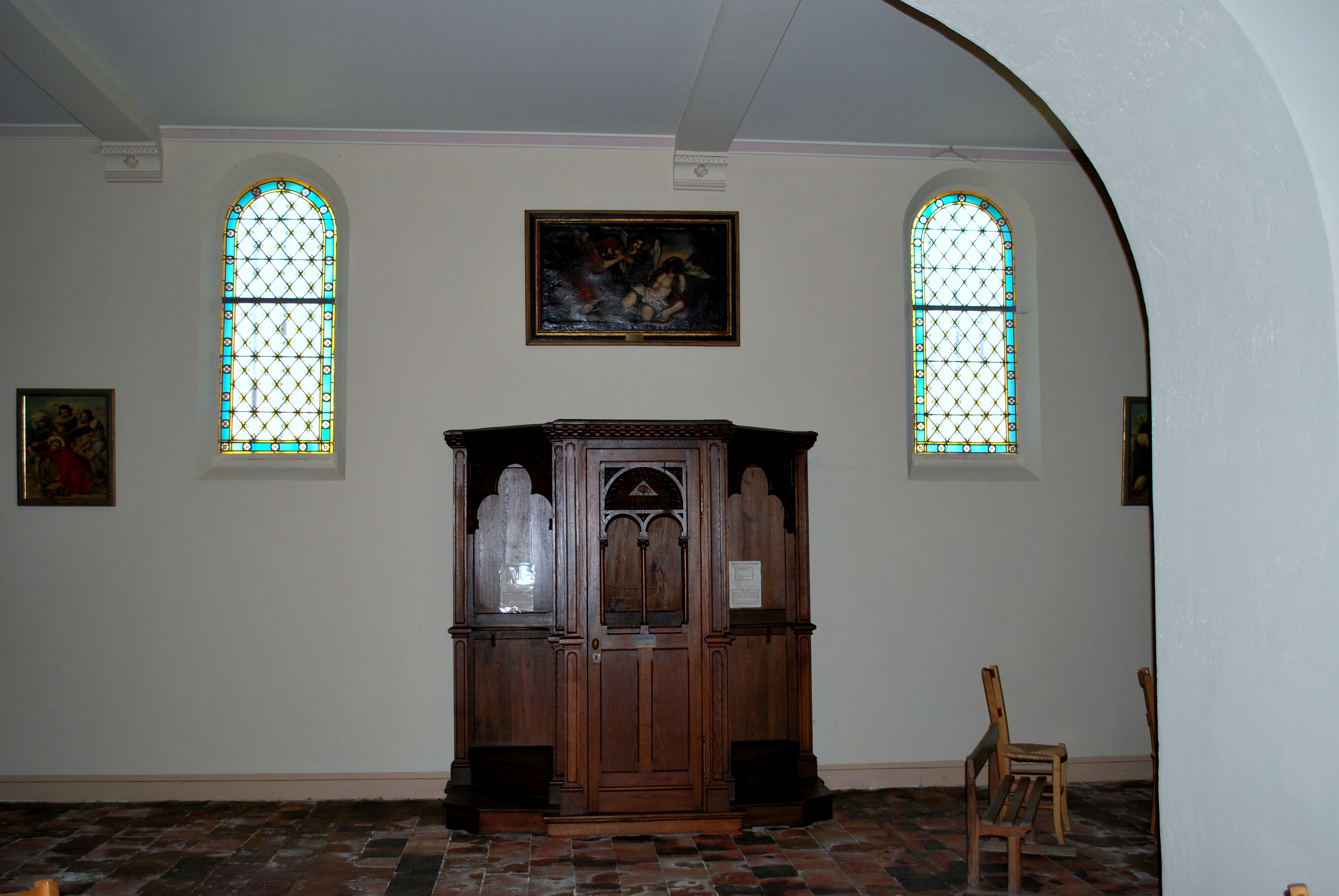
Confessionnal
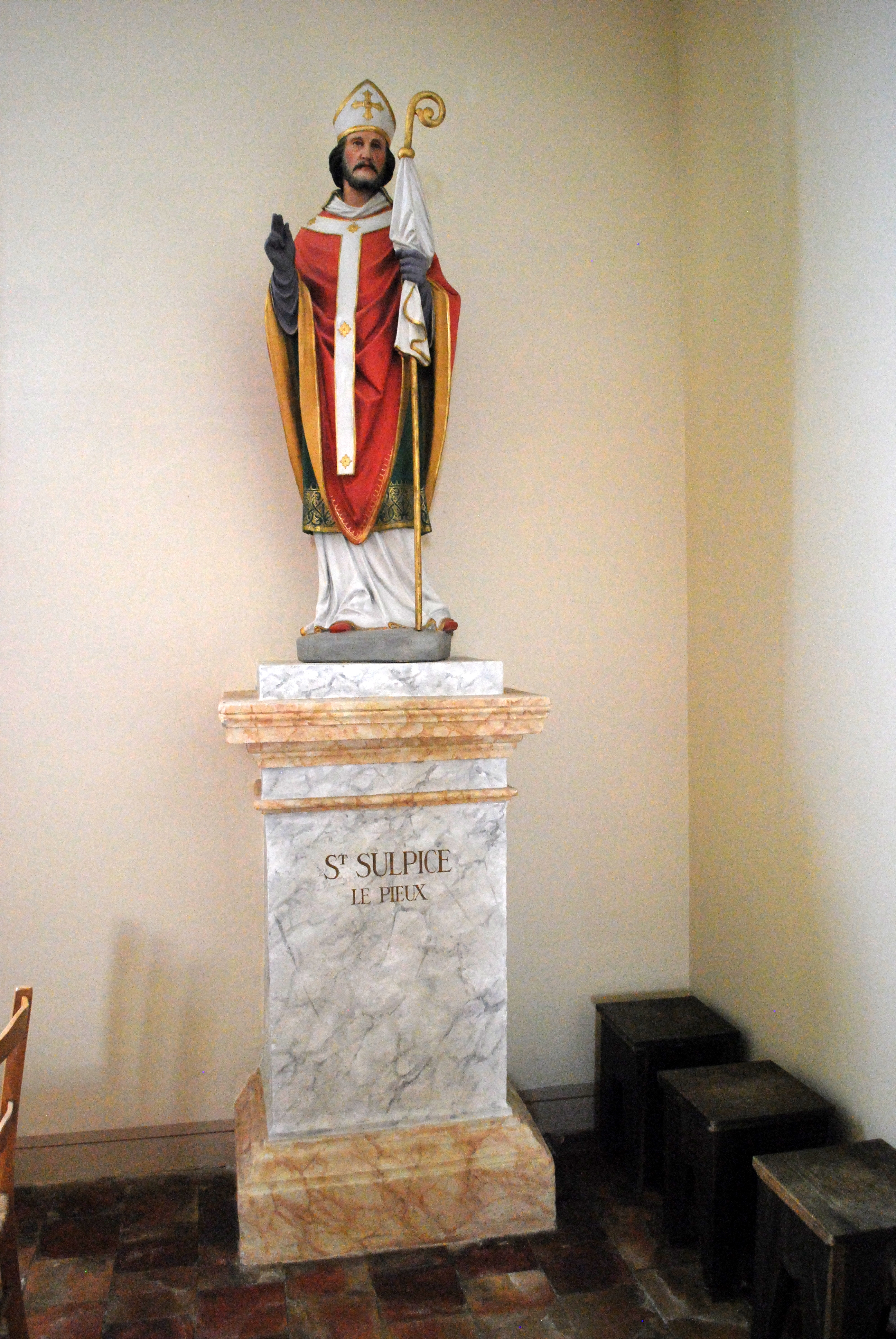
Satue de saint Sulpice
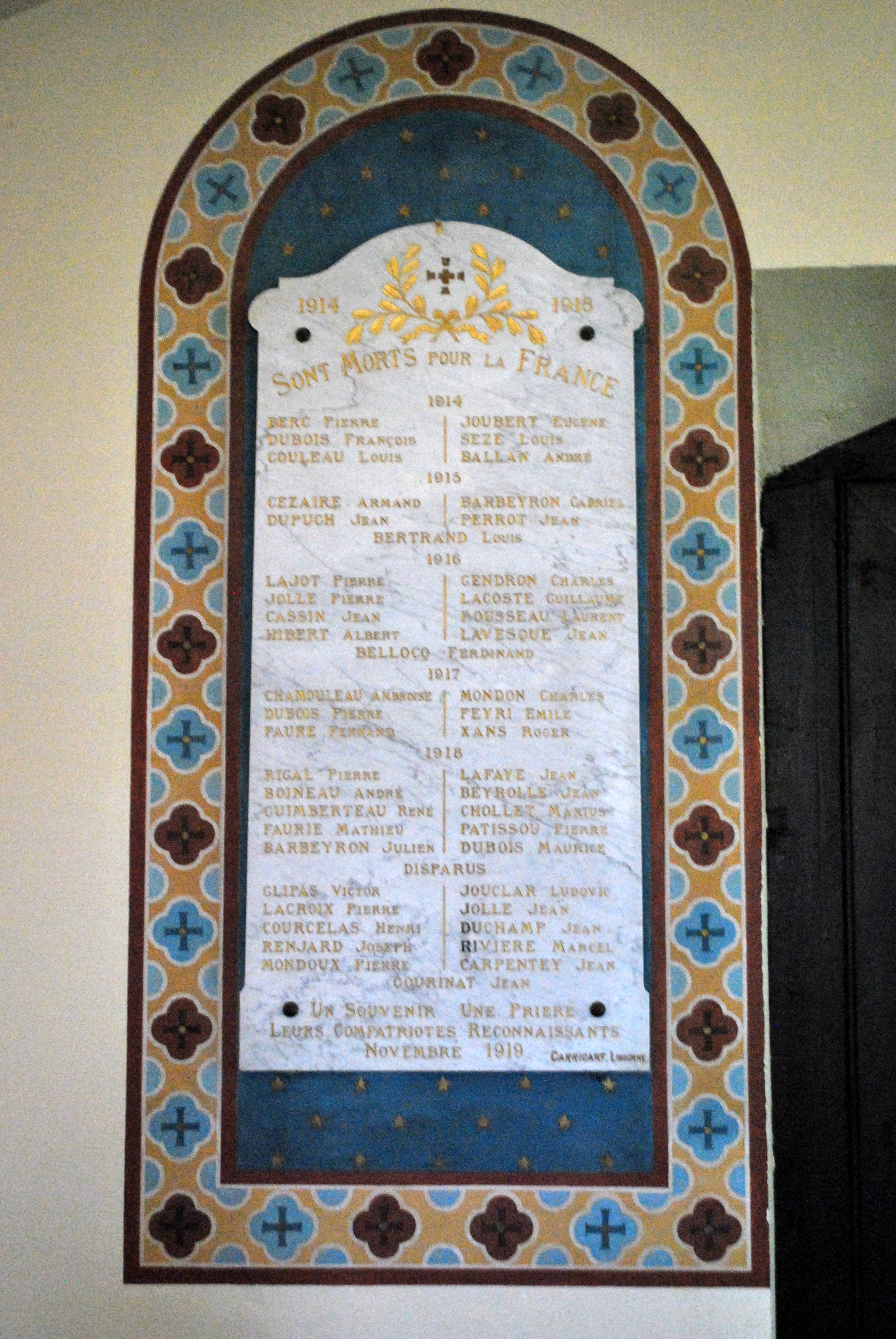
Monument aux morts

Le mécanisme de l'ancienne horloge de l'église, datant du début du XIXe siècle, a été démonté et remisé à la fin du XXe, car il ne fonctionnait plus. En 2012, à l'initiative de l'A.R.E.S.S., M. Claude Monnin, horloger à Villenave-d'Ornon, l'a complètement restauré. Depuis 2013, ce mécanisme, qui pèse 250 kg, est exposé dans l'église.

L'horloge de l'église
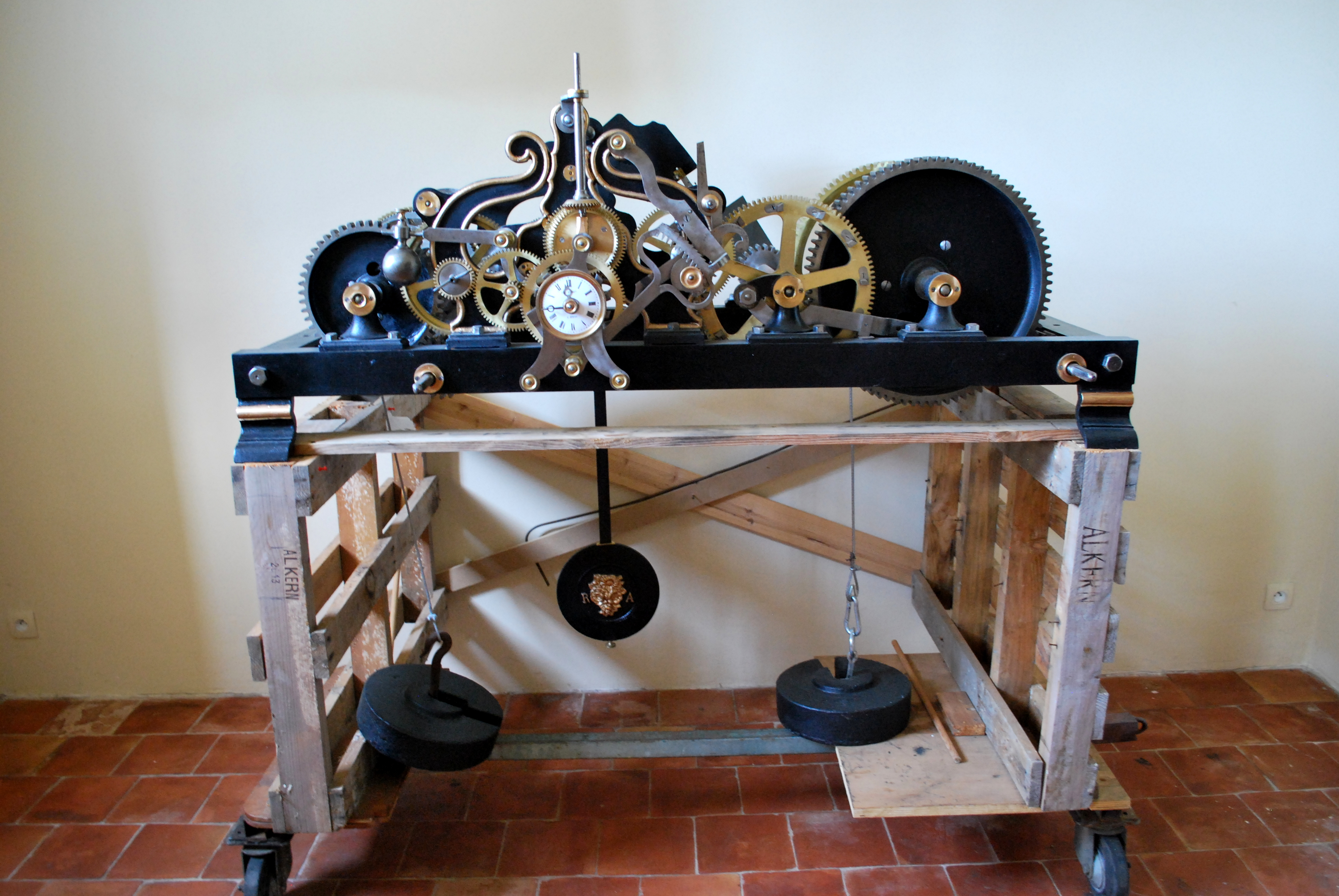
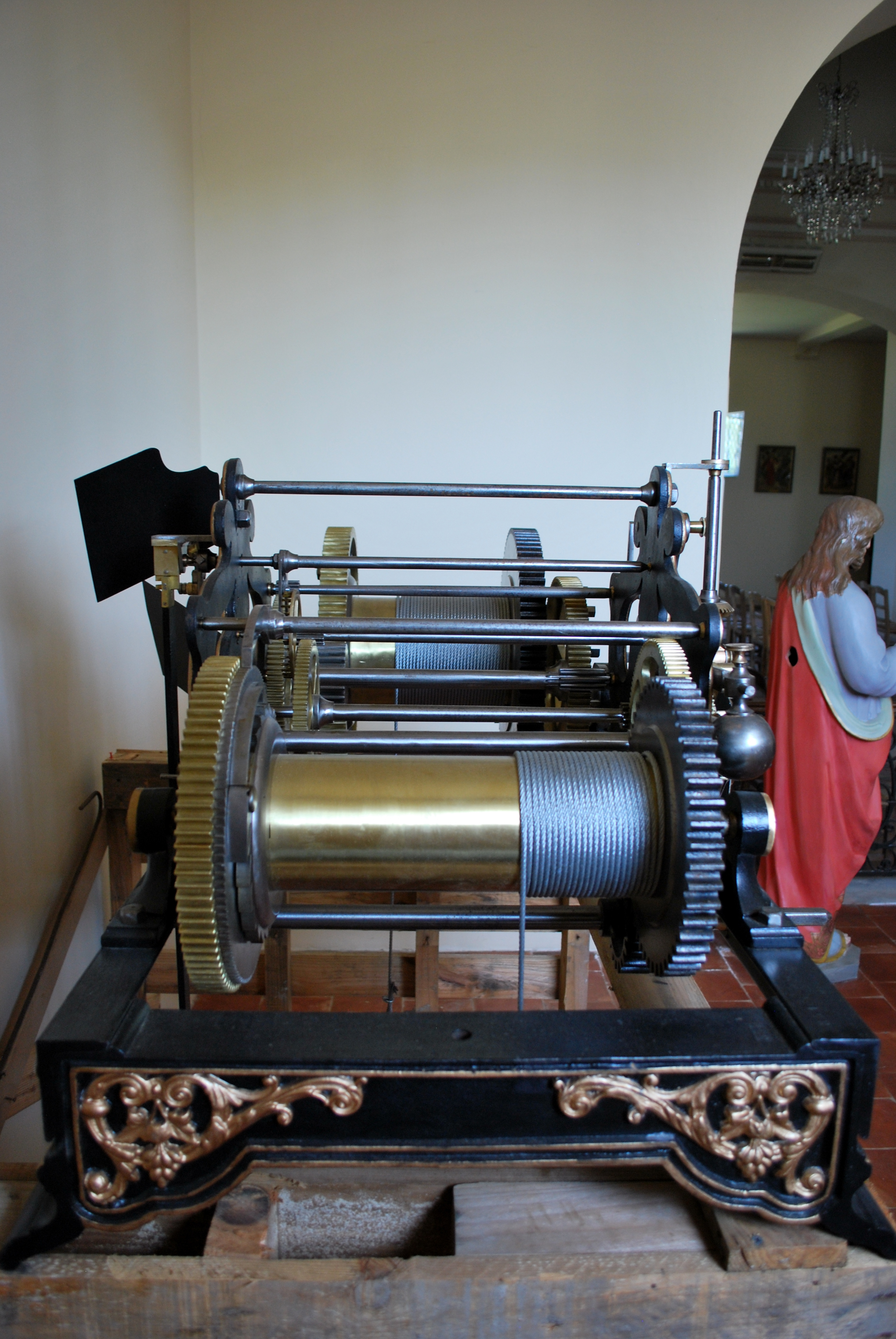
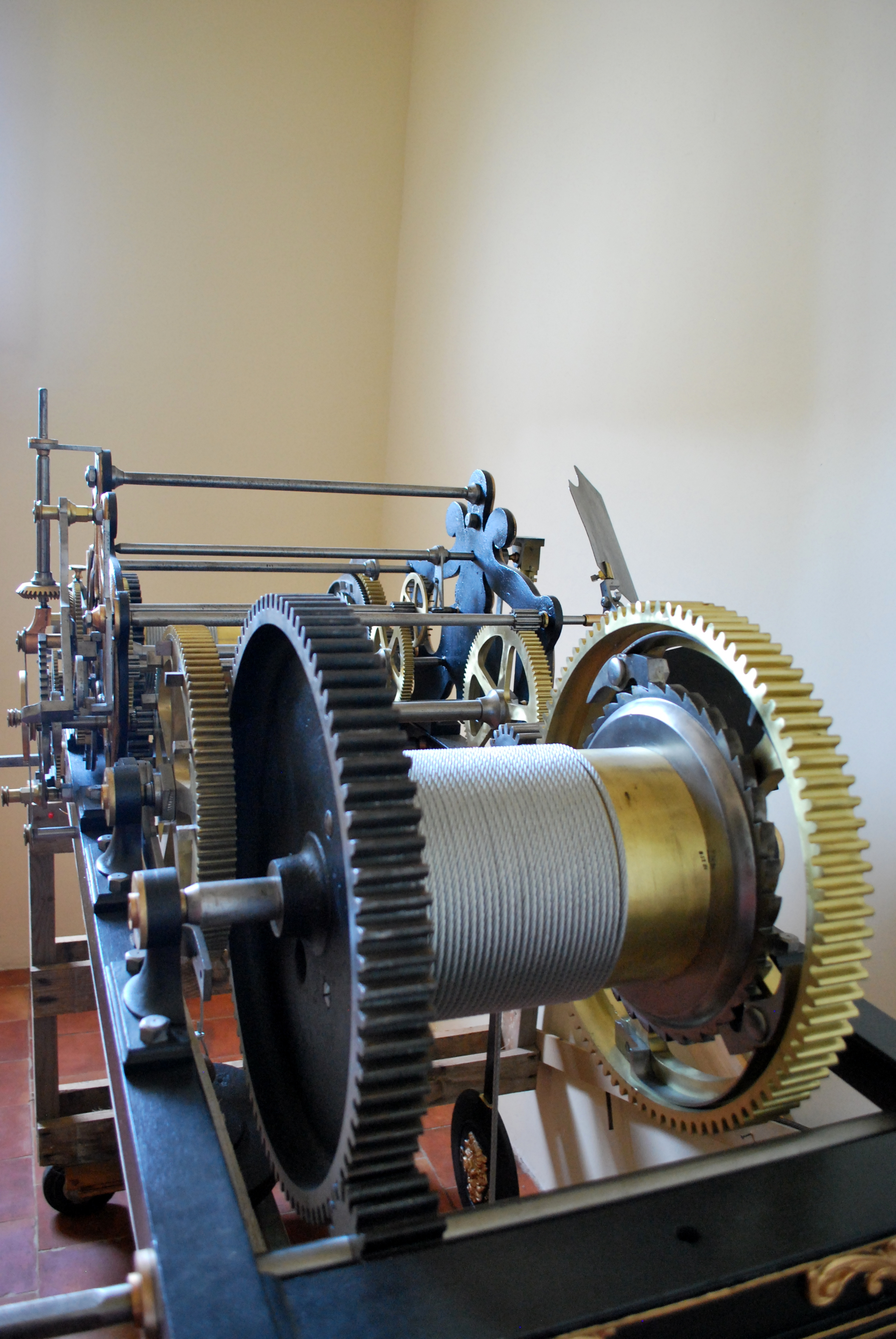

L'édifice est inscrit au titre des monuments historiques le 19 août 2008.